# Terra
A Terra é o terceiro planeta mais próximo do Sol, o mais denso e o quinto maior dos oito planetas do Sistema Solar. É também o maior dos quatro planetas telúricos. É por vezes designada como Mundo ou Planeta Azul. Lar de milhões de espécies de seres vivos, incluindo os humanos, a Terra é o único corpo celeste onde é conhecida a existência de vida. O planeta formou-se há 4,56 bilhões de anos, e a vida surgiu na sua superfície um bilhão de anos depois. Desde então, a biosfera terrestre alterou significativamente a atmosfera e outros fatores abióticos do planeta, permitindo a proliferação de organismos aeróbicos, bem como a formação de uma camada de ozônio, a qual, em conjunto com o campo magnético terrestre, bloqueia radiação solar prejudicial, permitindo a vida no planeta. As propriedades físicas do planeta, bem como sua história geológica e órbita, permitiram que a vida persistisse durante este período. Acredita-se que a Terra poderá suportar vida durante pelo menos outros 500 milhões de anos.
A sua superfície exterior está dividida em vários segmentos rígidos, chamados placas tectônicas, que migram sobre a superfície terrestre ao longo de milhões de anos. Cerca de 71% da superfície da Terra está coberta por oceanos de água salgada, com o restante consistindo de continentes e ilhas, os quais contêm muitos lagos e outros corpos de água que contribuem para a hidrosfera. Não se conhece a existência de água no estado líquido em equilíbrio, necessária à manutenção da vida como a conhecemos, na superfície de qualquer outro planeta. Os polos geográficos da Terra encontram-se maioritariamente cobertos por mantos de gelo ou por banquisas. O interior da Terra permanece ativo, com um manto espesso e relativamente sólido, um núcleo externo líquido que gera um campo magnético, e um núcleo interno sólido, composto sobretudo por ferro.
A Terra interage com outros objetos no espaço, em particular com o Sol e a Lua. No presente, a Terra orbita o Sol uma vez por cada 366,26 rotações sobre o seu próprio eixo, o que equivale a 365,26 dias solares ou um ano sideral. O eixo de rotação da Terra possui uma inclinação de 23,4° em relação à perpendicular ao seu plano orbital, produzindo variações sazonais na superfície do planeta com período igual a um ano tropical (365,24 dias solares). A Lua é o único satélite natural conhecido da Terra, tendo começado a orbitá-la há 4,53 bilhões de anos. É responsável pelas marés, estabiliza a inclinação axial da Terra e abranda gradualmente a rotação do planeta. Entre aproximadamente 4,1 e 3,8 bilhões de anos atrás, durante o intenso bombardeio tardio, impactos de asteroides causaram mudanças significativas na superfície terrestre.
Os recursos minerais da Terra em conjunto com os produtos da biosfera, fornecem recursos que são utilizados para suportar uma população humana global. Estes habitantes da Terra estão agrupados em cerca de 200 Estados soberanos, que interagem entre si por meio da diplomacia, viagens, comércio e ação militar. As culturas humanas desenvolveram várias crenças sobre o planeta, incluindo a sua personificação em uma deidade, a crença numa Terra plana, ou em que a Terra é o centro do universo, e uma perspectiva moderna do mundo como um ambiente integrado que requer proteção.

## Cronologia

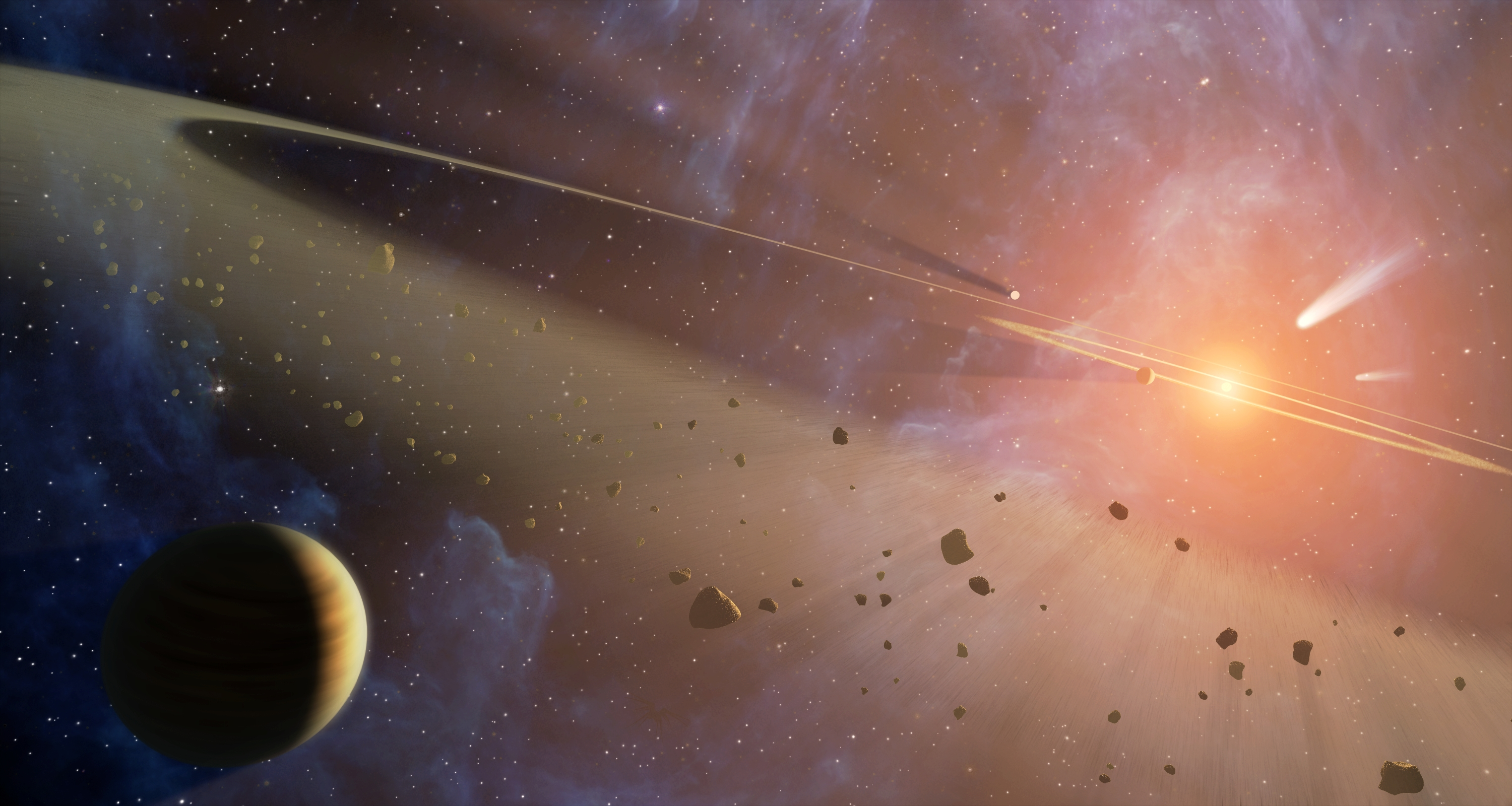
Representação artística do nascimento do Sistema Solar

Os cientistas conseguiram reconstruir informação detalhada sobre o passado do planeta. O material datado mais antigo do Sistema Solar formou-se há 4,5672 ± 0,0006 bilhões de anos, e há cerca de 4,54 bilhões de anos (com incerteza inferior a 1%) a Terra e os outros planetas do Sistema Solar haviam-se formado a partir da nebulosa solar - uma massa discoide de poeiras e gás que havia sobrado da formação do Sol. Este processo de acreção da Terra ficou em grande parte completo em 10-20 milhões de anos. Inicialmente fundida, a camada exterior do planeta Terra arrefeceu, formando-se uma crosta sólida quando a água começou a acumular-se na atmosfera. A Lua formou-se pouco tempo depois, há 4,53 bilhões de anos.
O atual modelo consensual para a formação da Lua é a hipótese do grande impacto, segundo a qual a Lua foi criada quando um objeto do tamanho de Marte (por vezes chamado Theia) com cerca de 10% da massa da Terra chocou-se com esta de raspão. Neste modelo, alguma massa deste objeto ter-se-ia fundido com a Terra e uma outra porção teria sido ejetada para o espaço, mas material suficiente teria entrado em órbita e coalescido para formar a Lua.

### História geológica

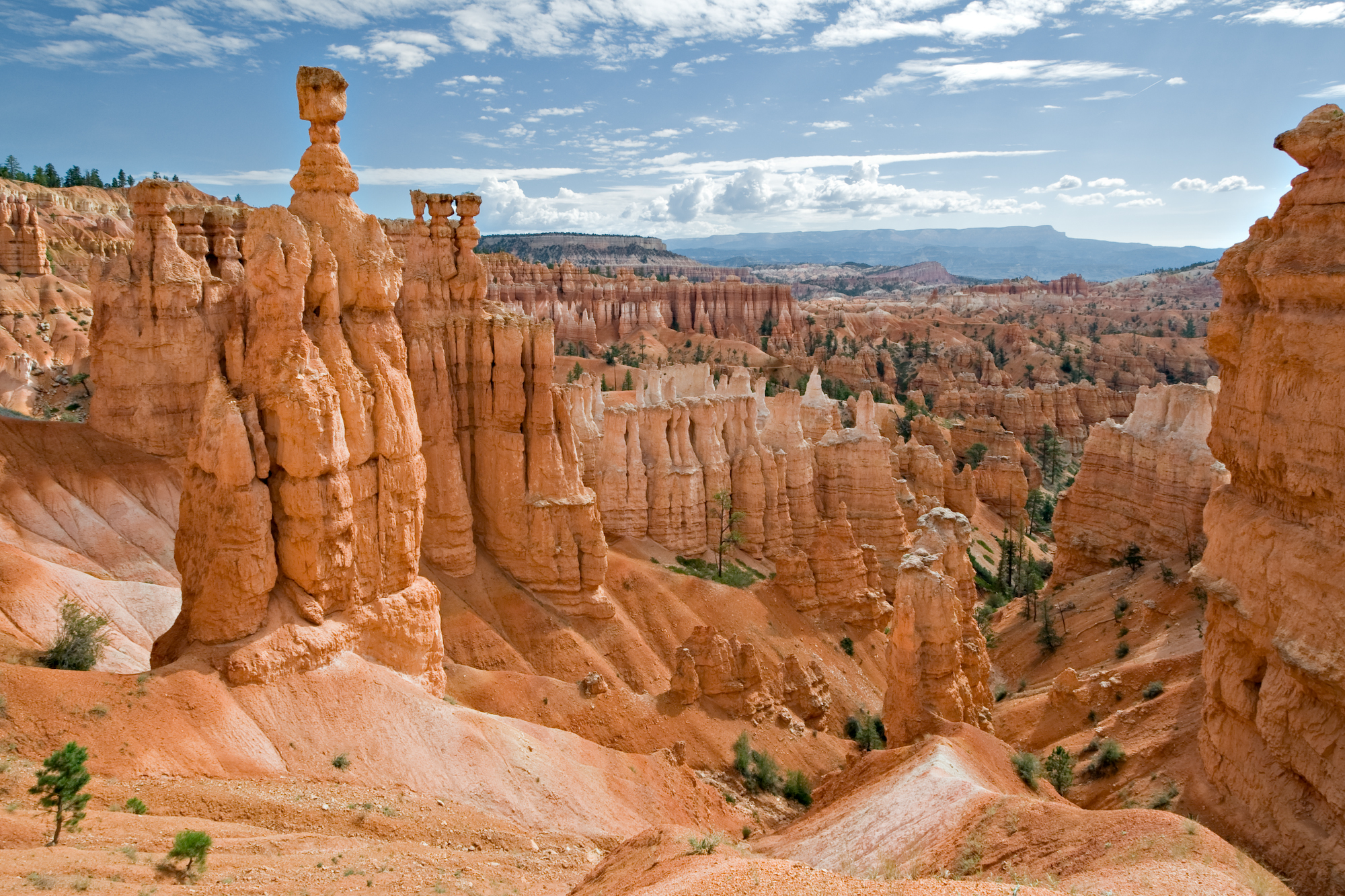
Chaminés de fada no Parque Nacional do Cânion Bryce, Utah, Estados Unidos

A desgaseificação e a atividade vulcânica produziram a atmosfera primordial da Terra. O vapor de água condensado, a que se juntaram gelo e água líquida trazidos por asteroides e protoplanetas maiores, cometas, e objetos transneptunianos formaram os oceanos. O Sol recém-formado possuía apenas 70% da sua luminosidade atual, porém as evidências mostram que os oceanos antigos se mantiveram líquidos - uma contradição a que se deu o nome de paradoxo do jovem Sol fraco. A combinação de gases de estufa e níveis de atividade solar mais elevados serviu para aumentar a temperatura na superfície da Terra, evitando que os oceanos congelassem. Há cerca de 3,5 bilhões de anos, estabeleceu-se o campo magnético terrestre, o qual ajudou a evitar que a atmosfera fosse levada pelo vento solar.
Foram propostos dois modelos principais para a taxa de crescimento continental: crescimento estável até aos dias de hoje e crescimento rápido no início da história da Terra. As pesquisas atuais mostram que a segunda opção é mais provável, com crescimento inicial rápido da crosta continental seguido por uma área continental estável ao longo do tempo. A escalas de tempo com duração de milhões de anos, a superfície modificou-se continuamente à medida que os continentes se formaram e separaram. Os continentes migraram sobre a superfície, combinando-se ocasionalmente para formarem um supercontinente. Há aproximadamente 750 milhões de anos, um dos mais antigos supercontinentes conhecidos, Rodínia, começou a partir-se. Mais tarde, os continentes recombinaram-se para formarem Panótia há 600-540 milhões de anos, e finalmente Pangeia, que se fragmentou há 180 milhões de anos.

### Evolução da vida

Árvore filogenética da vida baseada em análise de ARN ribossômico

Atualmente, a Terra constitui o único exemplo de um ambiente que tenha dado origem à evolução da vida. Crê-se que reações químicas altamente energéticas tenham produzido uma molécula autorreplicadora há cerca de 4 bilhões de anos e que meio bilhão de anos mais tarde terá existido o último ancestral comum a toda a vida. O desenvolvimento da fotossíntese permitiu que a energia do Sol fosse utilizada diretamente pelas formas de vida; o oxigênio resultante acumulou-se na atmosfera e formou uma camada de ozônio (uma forma de oxigênio molecular [O3]) na alta atmosfera. A incorporação de células menores no interior de outras maiores resultou no desenvolvimento de células complexas ditas eucariotas. Os organismos verdadeiramente multicelulares formaram-se à medida que as células das colônias se tornaram cada vez mais especializadas. Ajudada pela absorção de radiação ultravioleta prejudicial pela camada de ozônio, a vida colonizou a superfície da Terra.

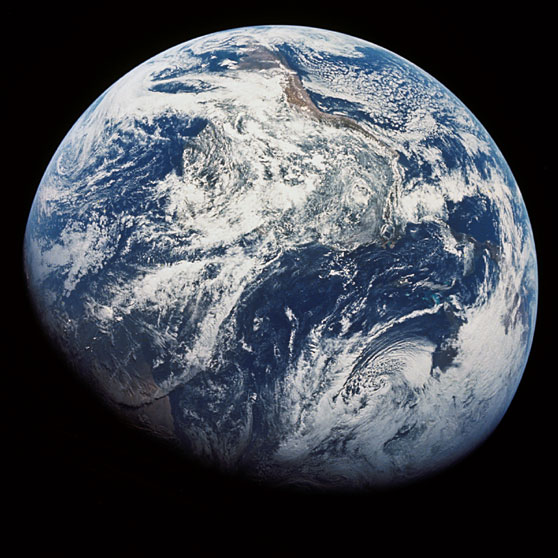
A Terra possui a maior parte de sua superfície coberta por água em estado líquido. Fotografia do planeta feita pela tripulação da Apollo 8 em 1968

Desde a década de 1960 que se coloca a hipótese de ter ocorrido um evento glacial severo há entre 750 e 580 milhões de anos, durante o Neoproterozoico, o qual teria coberto grande parte do planeta com um manto de gelo. Esta hipótese, denominada da "Terra bola de neve", é de particular interesse porque precedeu a explosão cambriana, durante a qual as formas de vida multicelulares começaram a proliferar.
Após a explosão cambriana, há cerca de 535 milhões de anos, ocorreram cinco extinções em massa. A mais recente delas ocorreu há 65 milhões de anos, quando o impacto de um asteroide desencadeou a extinção dos dinossauros não aviários e de outros grandes répteis, mas poupou alguns animais pequenos como os mamíferos, que então se assemelhavam a musaranhos. Ao longo dos últimos 65 milhões de anos a vida mamífera diversificou-se, e há vários milhões de anos um animal semelhante a um hominoide, como o Orrorin tugenensis, adquiriu a capacidade de manter o corpo ereto. Tal permitiu o uso de ferramentas e encorajou a comunicação que forneceu a nutrição e estimulação necessárias a um cérebro maior, o que permitiu a evolução da raça humana. O desenvolvimento da agricultura, e mais tarde da civilização, permitiu aos humanos influenciarem a Terra num período de tempo muito curto, como nenhuma outra forma de vida havia sido capaz, afetando tanto a natureza como a quantidade de outras formas de vida.
O padrão atual de eras do gelo teve início há cerca de 40 milhões de anos e intensificou-se durante o Pleistoceno, há cerca de 3 milhões de anos. As regiões das latitudes mais elevadas têm sofrido ciclos repetidos de glaciação e derretimento, com período de repetição que varia entre os 40 000 a 100 000 anos. A última glaciação continental terminou há 10 000 anos.

### Futuro

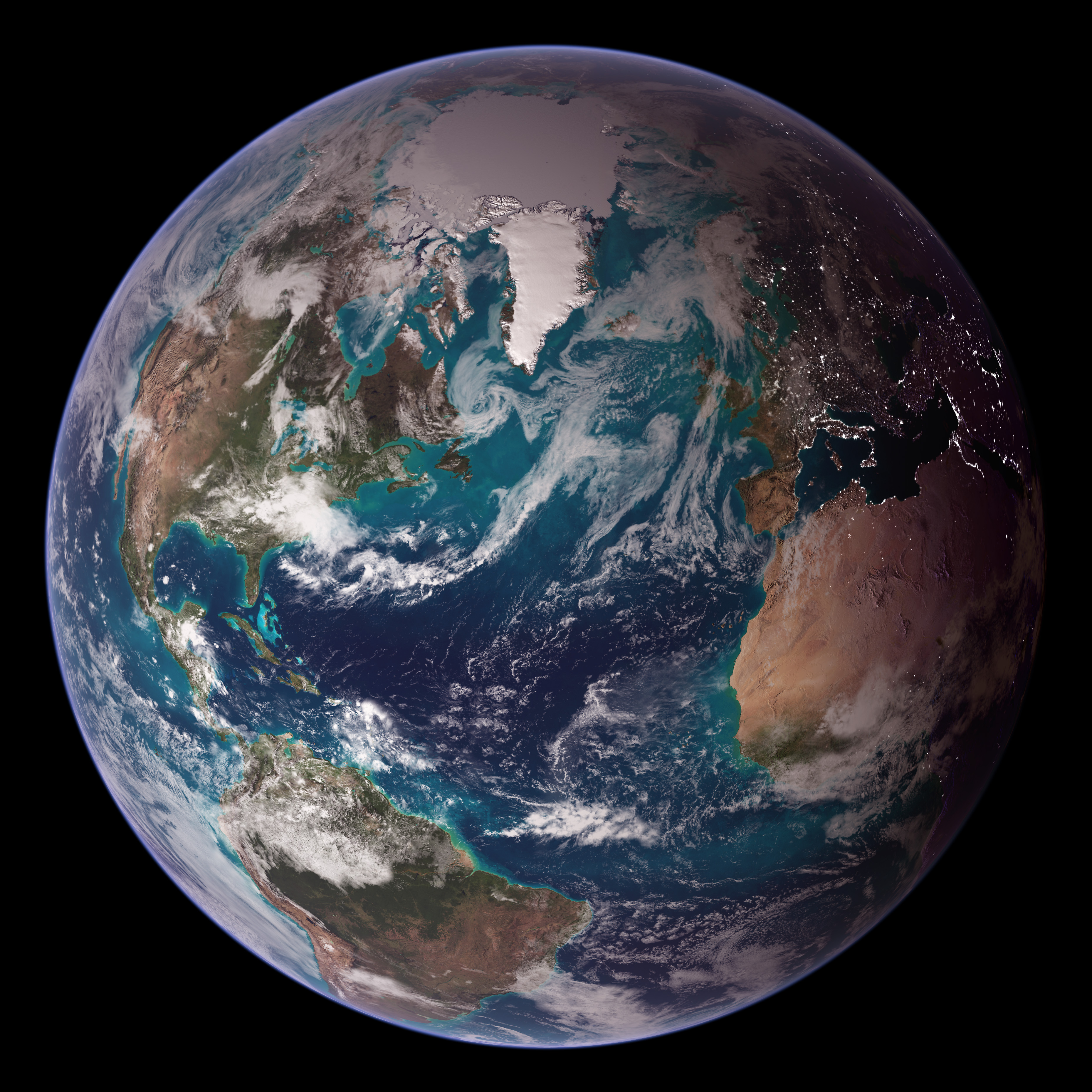
Representação da Terra composta através do uso de dados do MODIS, DMSP, Ônibus Espacial Endeavour e Radarsat, que foram depois combinados por cientistas e artistas em 2007

O futuro da vida no planeta está intimamente ligado ao do Sol. Como resultado de uma acumulação contínua de hélio no núcleo do Sol, a luminosidade total da estrela irá lentamente aumentar. A luminosidade do Sol aumentará 10% ao longo dos próximos 1,1 bilhão de anos e 40% ao longo dos próximos 3,5 bilhões de anos. Os modelos climáticos indicam que o aumento da radiação atingindo a Terra provavelmente terá consequências catastróficas, incluindo a perda dos oceanos do planeta.
A crescente temperatura da superfície da Terra acelerará o ciclo do CO2 inorgânico, reduzindo a sua concentração até valores letalmente baixos para as plantas (10 ppm para a fotossíntese C4) dentro de aproximadamente 500 milhões a 900 milhões de anos. A falta de vegetação terá como consequência a perda de oxigênio na atmosfera, pelo que a vida animal se extinguirá depois de mais alguns milhões de anos. Após outro bilhão de anos toda a água superficial terá desaparecido e a temperatura média global atingirá os 70 °C. Espera-se que a Terra permaneça efetivamente habitável por mais uns 500 milhões de anos a partir desse ponto, embora este período possa estender-se até aos 2,3 bilhões de anos se o nitrogênio for removido da atmosfera. Ainda que o Sol fosse eterno e estável, o continuado arrefecimento interno da Terra resultaria numa perda de grande parte do CO2 devido à redução do vulcanismo, e 35% da água dos oceanos desceria até ao manto devido à redução da libertação de vapor de água nas dorsais meso-oceânicas.
O Sol, como parte da sua evolução, tornar-se-á uma gigante vermelha dentro de cerca de 5 bilhões de anos. Os modelos preveem que o Sol se expandirá até atingir cerca de 250 vezes o seu raio atual, aproximadamente 1 UA (150 000 000 km). O destino da Terra não é tão claro. Como uma gigante vermelha, o Sol perderá cerca de 30% da sua massa, portanto, sem efeitos de maré, a Terra irá deslocar-se para uma órbita a 1,7 UA (250 000 000 km) do Sol quando a estrela atingir o seu raio máximo. Esperava-se inicialmente, portanto, que o planeta escapasse de ser "engolido" pela rarefeita atmosfera exterior do Sol expandido, apesar de que a maior parte, se não a totalidade, da vida remanescente teria sido destruída pela crescente luminosidade solar (até um máximo de aproximadamente 5 000 vezes o seu nível atual). Contudo, uma simulação de 2008 indica que a órbita da Terra sofrerá deterioração, devido aos efeitos de maré e ao atrito, o que a levará a entrar na atmosfera do Sol gigante vermelha e a ser vaporizada.

## Composição e estrutura
A Terra é um planeta telúrico, o que significa que é um corpo rochoso, e não um gigante gasoso como Júpiter. É o maior dos quatro planetas telúricos do Sistema Solar tanto em tamanho como em massa. Dentre estes quatro planetas, a Terra é também aquele com maior densidade, maior gravidade de superfície, o campo magnético mais forte, e a rotação mais rápida. É também o único planeta com tectônica de placas ativa.

### Forma

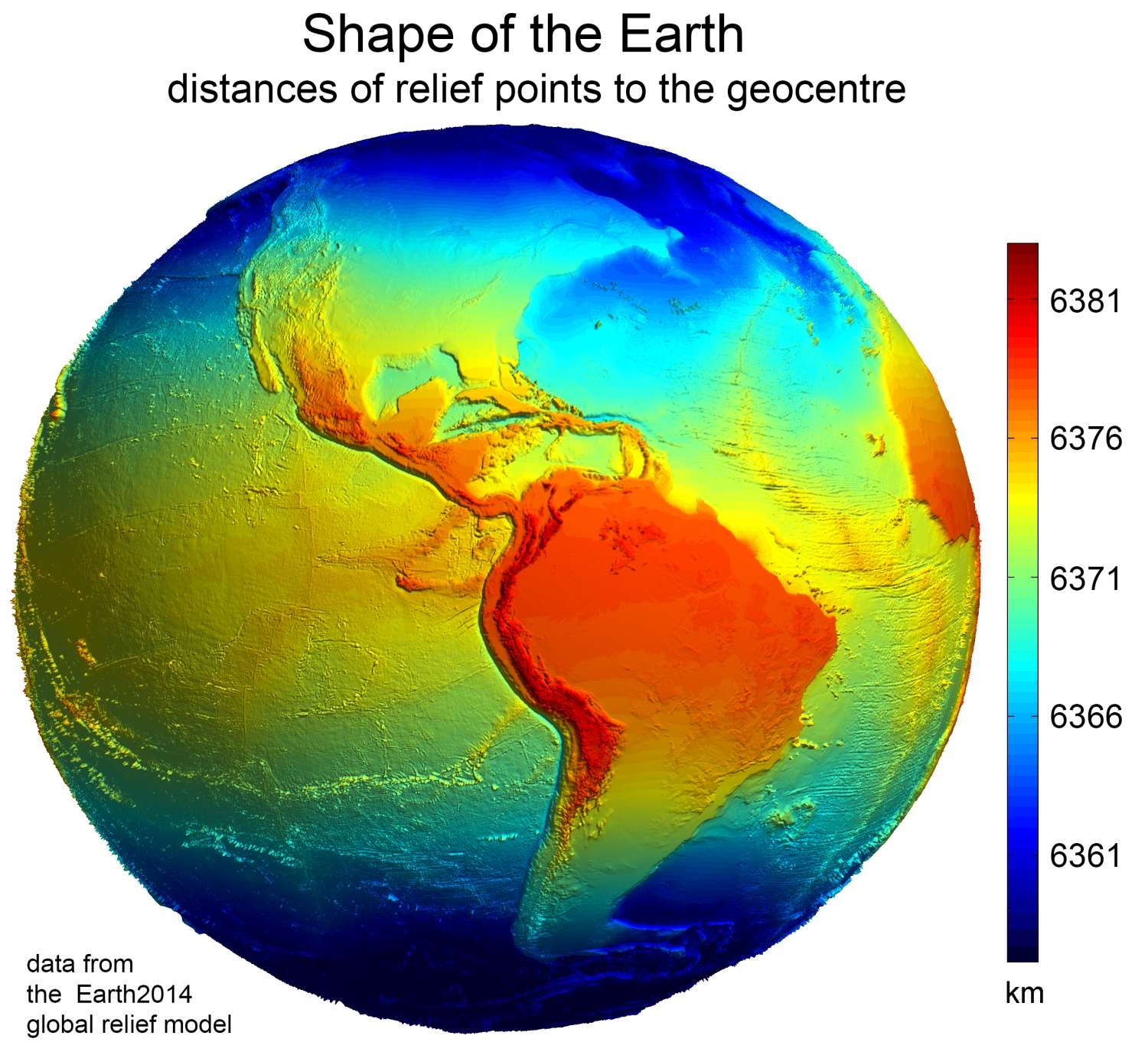
Forma do planeta Terra. São mostradas as distâncias entre o relevo da superfície e o geocentro. Os picos dos Andes da América do Sul são visíveis como áreas elevadas

A forma da Terra aproxima-se muito de um esferoide oblato, uma esfera achatada segundo o eixo de polo a polo de tal forma que existe uma saliência ao longo do equador. Esta saliência resulta da rotação da Terra, e faz com que o diâmetro no equador seja 43 km maior do que o diâmetro de polo a polo. O diâmetro médio do esferoide de referência é aproximadamente 12 742 km o que equivale aproximadamente a 40 000 km/π, uma vez que o metro foi originalmente definido como sendo 1/10 000 000 da distância do equador ao Polo Norte passando por Paris, França.
A topografia local desvia-se deste esferoide idealizado ainda que, numa escala global, estes desvios sejam muito pequenos: a Terra tem uma tolerância de cerca de uma parte em 584, ou 0,17%, do esferoide de referência, o que é menor que a tolerância de 0,22% permitida nas bolas de bilhar. Os maiores desvios locais na superfície rochosa da Terra são o Monte Everest (8 848 m acima do nível do mar) e a Fossa das Marianas (10 984 m abaixo do nível do mar). Devido à saliência equatorial, os locais da superfície mais afastados do centro da Terra são os cumes do Chimborazo no Equador e de Huascarán no Peru.
| Composto             | Fórmula | Composição  | Composição |
| Composto             | Fórmula | Continental | Oceânica   |
| -------------------- | ------- | ----------- | ---------- |
| sílica               | SiO2    | 60,2%       | 48,6%      |
| alumina              | Al2O3   | 15,2%       | 16,5%      |
| óxido de cálcio      | CaO     | 5,5%        | 12,3%      |
| óxido de magnésio    | MgO     | 3,1%        | 6,8%       |
| óxido de ferro (II)  | FeO     | 3,8%        | 6,2%       |
| óxido de sódio       | Na2O    | 3,0%        | 2,6%       |
| óxido de potássio    | K2O     | 2,8%        | 0,4%       |
| óxido de ferro (III) | Fe2O3   | 2,5%        | 2,3%       |
| água                 | H2O     | 1,4%        | 1,1%       |
| dióxido de carbono   | CO2     | 1,2%        | 1,4%       |
| dióxido de titânio   | TiO2    | 0,7%        | 1,4%       |
| pentóxido de fósforo | P2O5    | 0,2%        | 0,3%       |
| Total                | Total   | 99,6%       | 99,9%      |

### Composição química
A massa da Terra é aproximadamente 5,98×1024 kg. Está composta sobretudo por ferro (32,1%), oxigênio (30,1%), silício (15,1%), magnésio (13,9%), enxofre (2,9%), níquel (1,8%), cálcio (1,5%), e alumínio (1,4%); os restantes 1,2% consistem de quantidades vestigiais de outros elementos. Por causa da segregação da massa, crê-se que a região do núcleo seja, sobretudo, composta por ferro (88,8%), com quantidades menores de níquel (5,8%), enxofre (4,5%), e menos de 1% de elementos vestigiais.
O geoquímico F. W. Clarke calculou que um pouco mais de 47% da crosta consiste de oxigênio. Os constituintes mais comuns das rochas são quase todos óxidos; cloro, enxofre, e flúor são as únicas exceções importantes e a sua quantidade total em qualquer rocha é geralmente menor que 1%. Os principais óxidos são sílica, alumina, óxidos de ferro, cálcio, magnésio, sódio e potássio. A sílica funciona principalmente como um ácido, formando silicatos e todos os minerais mais comuns nas rochas ígneas são deste tipo. A partir de uma estimativa baseada em 1 672 análises de todos os tipos de rochas, Clark deduziu que 99,22% eram compostas por 11 óxidos (ver tabela à direita). Todos os outros constituintes ocorrem apenas em quantidades muito pequenas.

### Estrutura interna
O interior da Terra, assim como o de outros planetas telúricos, é dividido em camadas definidas com base nas suas propriedades químicas e físicas (reológicas), mas ao contrário dos outros planetas telúricos tem um núcleo interno e um núcleo externo distintos. A camada exterior da Terra é uma crosta silicatada, sólida, quimicamente distinta, subjacente à qual se encontra um manto sólido altamente viscoso. A crosta está separada do manto pela descontinuidade de Mohorovičić, e a espessura da crosta varia: em média 6 km sob os oceanos e 30 a 50 km sob os continentes. A crosta e a porção fria e rígida do manto superior são coletivamente designados litosfera, e é da litosfera que estão compostas as placas tectônicas. Abaixo da litosfera encontra-se a astenosfera, uma camada de viscosidade relativamente baixa sobre a qual a litosfera se desloca. Entre as profundidades de 410 e 660 km abaixo da superfície, encontra-se uma zona de transição que separa o manto superior do manto inferior, e onde ocorrem alterações importantes na estrutura cristalina. Sob o manto, encontra-se um núcleo externo líquido de baixa viscosidade, que envolve um núcleo interno sólido. O núcleo interno pode girar a uma velocidade angular ligeiramente mais alta que o restante planeta, avançando 0,1–0,5° por ano.
| Corte do interior da Terra, do núcleo para a exosfera. Não está à escala. | Profundidade km | Camada             | Densidade g/cm³ |
| ------------------------------------------------------------------------- | --------------- | ------------------ | --------------- |
| Corte do interior da Terra, do núcleo para a exosfera. Não está à escala. | 0–60            | Litosfera          | —               |
| Corte do interior da Terra, do núcleo para a exosfera. Não está à escala. | 0–35            | ... Crosta         | 2,2–2,9         |
| Corte do interior da Terra, do núcleo para a exosfera. Não está à escala. | 35–60           | ... Manto superior | 3,4–4,4         |
| Corte do interior da Terra, do núcleo para a exosfera. Não está à escala. | 35–2 890        | Manto              | 3,4–5,6         |
| Corte do interior da Terra, do núcleo para a exosfera. Não está à escala. | 100–700         | ... Astenosfera    | —               |
| Corte do interior da Terra, do núcleo para a exosfera. Não está à escala. | 2 890–5 100     | Núcleo externo     | 9,9–12,2        |
| Corte do interior da Terra, do núcleo para a exosfera. Não está à escala. | 5 100–6 378     | Núcleo interno     | 12,8–13,1       |

### Energia interna
A energia térmica da Terra provém de uma combinação de energia térmica residual oriunda da acreção planetária (cerca de 20%) e calor produzido via decaimento radioativo (80%). Os principais isótopos fontes de calor na Terra são potássio-40, urânio-238, urânio-235 e tório-232. No centro do planeta, a temperatura pode chegar aos 7 000 K e a pressão poderá chegar aos 360 GPa. Uma vez que grande parte da energia térmica é proveniente do decaimento radioativo, os cientistas crêem que cedo na história da Terra, antes de se terem esgotado os isótopos com meias-vidas curtas, a produção de energia térmica na Terra teria sido muito maior. Esta produção de energia adicional, o dobro da atual há aproximadamente 3 bilhões de anos, teria aumentado os gradientes de temperatura no interior da Terra, aumentando as velocidades da convecção mantélica e da tectônica de placas, e permitindo a produção de rochas ígneas como os komatiitos que não se formam na atualidade.
| Isótopo | Calor libertado W/kg isótopo | Meia-vida anos | Concentração média no manto kg isótopo/kg manto | Calor libertado W/kg manto |
| ------- | ---------------------------- | -------------- | ----------------------------------------------- | -------------------------- |
| 238U    | 9,46 × 10−5                  | 4,47 × 109     | 30,8 × 10−9                                     | 2,91 × 10−12               |
| 235U    | 5,69 × 10−4                  | 7,04 × 108     | 0,22 × 10−9                                     | 1,25 × 10−13               |
| 232Th   | 2,64 × 10−5                  | 1,40 × 1010    | 124 × 10−9                                      | 3,27 × 10−12               |
| 40K     | 2,92 × 10−5                  | 1,25 × 109     | 36,9 × 10−9                                     | 1,08 × 10−12               |

A taxa média de calor entre o interior e a superfície da crosta terrestre é 87 mW m−2, implicando uma taxa de calor global de 4,42 × 1013 W. Uma parte da energia térmica do núcleo é transportada em direção à crosta por plumas mantélicas, uma forma de convecção que consiste na ascensão de rocha mais quente. Estas plumas podem produzir pontos quentes e derrames de basalto. Mais da energia térmica da Terra é perdida por intermédio da tectônica de placas, na ascensão do manto associada às cristas meso-oceânicas. O último dos principais modos de perda de energia é a condução através da litosfera, a maioria da qual ocorre nos oceanos pois ali a crosta é muito mais delgada do que nos continentes.

### Placas tectônicas
| Shows the extent and boundaries of tectonic plates, with superimposed outlines of the continents they support |              |
| Nome da placa                                                                                                 | Área 106 km² |
| Placa Pacífica                                                                                                | 103,3        |
| Placa africana                                                                                                | 78,0         |
| Placa Norte-americana                                                                                         | 75,9         |
| Placa eurasiática                                                                                             | 67,8         |
| Placa antártica                                                                                               | 60,9         |
| Placa indo-australiana                                                                                        | 47,2         |
| Placa sul-americana                                                                                           | 43,6         |

A camada exterior mecanicamente rígida da Terra, a litosfera, está partida em vários pedaços chamados placas tectônicas. Estas placas são segmentos rígidos que se movem uns relativamente aos outros ao longo de um de três tipos de fronteiras entre placas: limites convergentes, onde duas placas movendo-se em direções opostas se encontram, limites divergentes, onde duas placas são afastadas uma da outra, e limites transformantes, onde duas placas deslizam uma pela outra lateralmente. Ao longo destas fronteiras entre placas podem ocorrer sismos, atividade vulcânica, formação de montanhas ou de fossas oceânicas. As placas tectônicas movem-se sobre a astenosfera, a porção sólida e menos viscosa do manto superior que pode fluir e mover-se juntamente com as placas, e o seu movimento está estreitamente relacionada com os padrões de convecção no interior do manto.
À medida que as placas tectônicas migram pelo planeta, o fundo oceânico é subduzido sob as orlas das placas nos limites convergentes. Paralelamente, a ascensão de material mantélico nos limites divergentes cria dorsais meso-oceânicas. A combinação destes processos recicla continuamente a crosta oceânica no manto. Por causa desta reciclagem, a maior parte da crosta oceânica tem menos de 100 milhões de anos de idade. A crosta oceânica mais antiga situa-se no Pacífico Ocidental, e tem uma idade estimada de 200 milhões de anos. Comparando, a crosta continental datada mais antiga tem 4 030 milhões de anos de idade.
Outras placas dignas de nota são a placa arábica, a placa caribenha, a placa de Nazca ao largo da costa ocidental da América do Sul e a placa de Scotia no Atlântico Sul. A placa indiana fundiu-se com a placa australiana há entre 50 e 55 milhões de anos. As placas com velocidade de deslocamento maior são as placas oceânicas, com a placa de Cocos a avançar à velocidade de 75 mm/ano e a placa do Pacífico que se move a 52–69 mm/ano. No outro extremo, a placa com deslocamento mais lento é a placa eurasiática, que se desloca a uma velocidade típica de aproximadamente 21 mm/ano.

### Superfície

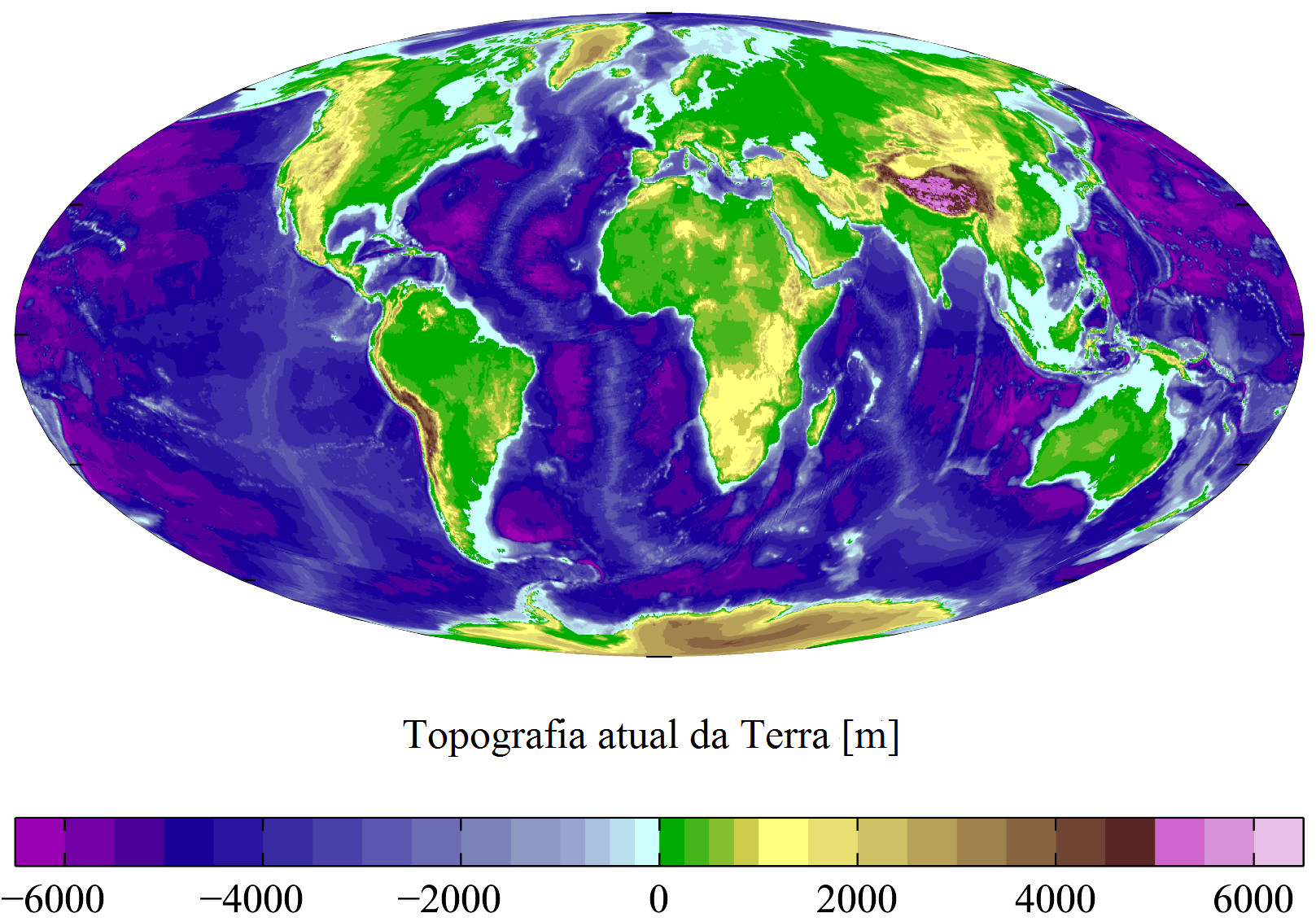
Altimetria e batimetria da Terra atual

O relevo da superfície terrestre varia significativamente de local para local. Cerca de 70,8% da superfície terrestre está coberta por água, com grande parte da plataforma continental situada abaixo do nível do mar. A superfície submergida possui características montanhosas, incluindo um sistema de dorsal meso-oceânica global, bem como vulcões submarinos, fossas oceânicas, cânions submarinos, planaltos oceânicos e planícies abissais. Os restantes 29,2% não cobertos por água consistem de montanhas, desertos, planícies, planaltos e outras geomorfologias.
As formas da superfície da Terra sofrem mudanças ao longo de períodos de tempo geológicos devido ao efeito da erosão e da tectônica. Estruturas superficiais criadas ou deformadas pela tectônica de placas estão continuamente sujeitas à meteorização causada pela precipitação, ciclos térmicos e efeitos químicos. Glaciações, erosão costeira, recifes de coral e grandes impactos de meteoritos, atuam também na alteração das formas da superfície terrestre.
A crosta continental consiste de material com densidade menor, como as rochas ígneas granito e andesito. O basalto, uma rocha vulcânica densa que é o principal constituinte dos fundos oceânicos, é menos comum. As rochas sedimentares formam-se a partir da acumulação de sedimentos que são compactados. Quase 75% das superfícies continentais estão cobertas por rochas sedimentares, apesar de elas formarem apenas 5% da crosta.

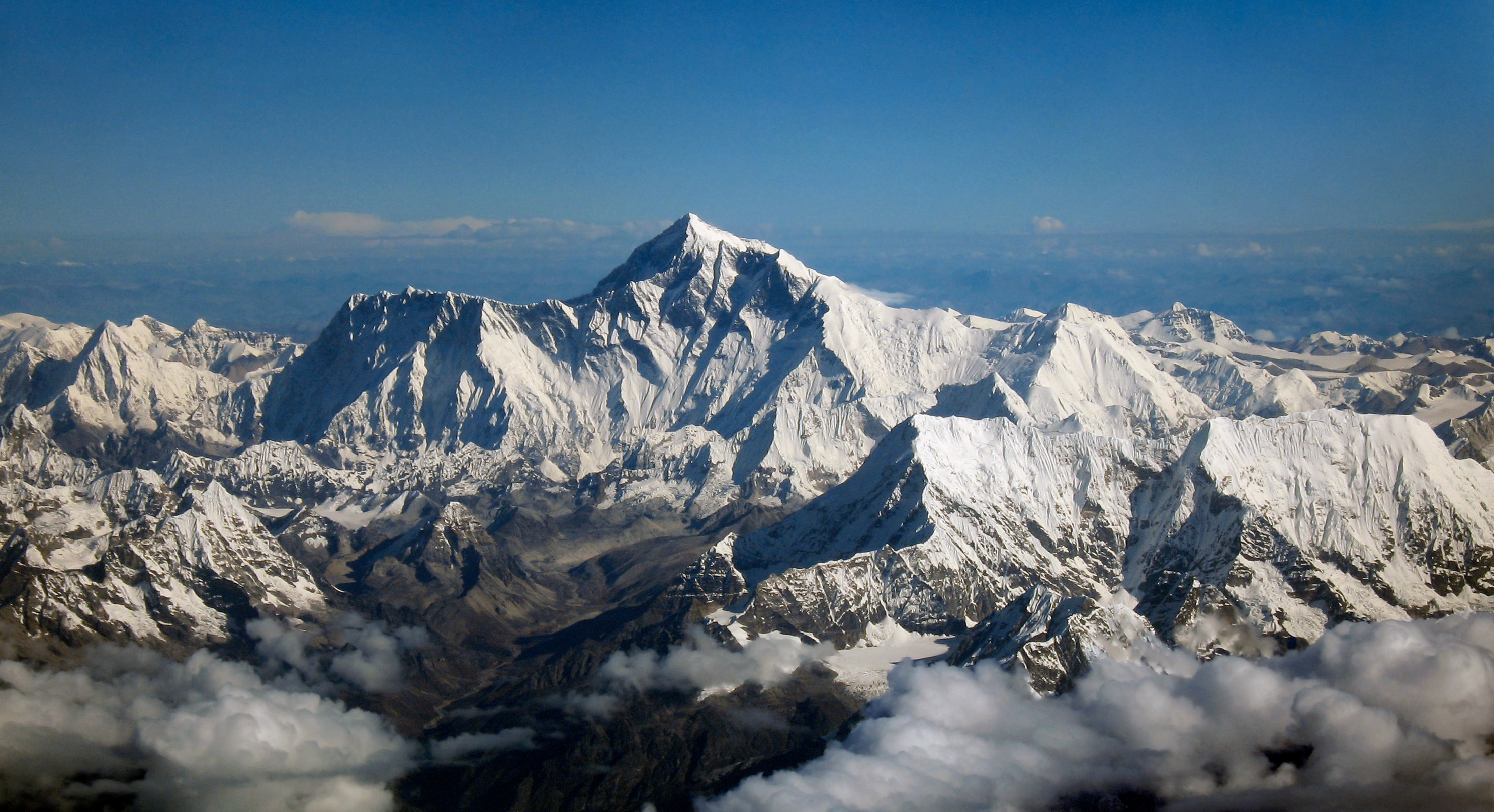
Monte Everest, na fronteira China-Nepal, o ponto mais alto do planeta

A terceira forma de material rochoso encontrada na Terra são as rochas metamórficas, criadas pela transformação de tipos de rocha preexistentes por meio de altas pressões, altas temperaturas, ou ambas. Entre os minerais silicatados mais abundantes à superfície da Terra incluem-se o quartzo, os feldspatos, anfíbola, mica, piroxênio e olivina. Minerais carbonatados comuns incluem calcita (encontrada nos calcários) e dolomita.
A pedosfera é a camada mais externa da Terra que é composta por solo, e está sujeita à pedogênese. Existe no interface da litosfera, atmosfera, hidrosfera e da biosfera. Atualmente, cerca de 13,31% da superfície de terra firme do planeta é arável, com apenas 4,71% suportando culturas permanentes. Cerca de 40% da terra firme é utilizada para pastagem e cultivo, com 3,4×107 km² utilizados para pastagem e 1,3×107 km² utilizados para cultivo.
A elevação dos terrenos em terra firme varia desde um mínimo de −418 m no Mar Morto até aos 8 848 m no topo do Monte Everest (estimativa de 2005). A altura média da terra situada acima do nível do mar é de 840 m.

### Hidrosfera

Histograma de altitudes da superfície terrestre

A abundância de água na superfície da Terra é uma característica única que distingue o "Planeta Azul" dos outros planetas do Sistema Solar. A hidrosfera da Terra consiste principalmente de oceanos, mas tecnicamente inclui todas as superfícies aquáticas do mundo, incluindo mares interiores, lagos, rios, e águas subterrâneas até à profundidade de 2 000 m. O local situado a maior profundidade debaixo de água é a depressão Challenger na fossa das Marianas, no Oceano Pacífico, com uma profundidade de -10 911,4 m.
A massa dos oceanos é aproximadamente 1,35 ×1018 toneladas, ou cerca de 1/4 400 da massa total da Terra. Os oceanos cobrem uma área de 3,618×108 km² com uma profundidade média de 3 682 m, resultando num volume estimado de 1,332×109 km³. Se toda a superfície da Terra fosse estendida de maneira uniforme, a água atingiria uma altitude superior a 2,7 km. Cerca de 97,5% da água é salgada, sendo os 2,5% restantes água doce. A maior parte da água doce, cerca de 68,7%, é atualmente gelo.
A salinidade média dos oceanos da Terra é aproximadamente 35 gramas de sal por quilograma de água do mar. (35 ‰). A maior parte deste sal foi libertada pela atividade vulcânica ou extraída de rochas ígneas frias. Os oceanos são também um reservatório de gases atmosféricos dissolvidos, que são essenciais para a sobrevivência de muitas formas de vida aquáticas. A água do mar tem uma influência importante sobre o clima do mundo, com os oceanos a funcionarem como um grande reservatório de calor. Alterações na distribuição da temperatura dos oceanos podem causar mudanças climáticas significativas, como o El Niño.

### Atmosfera

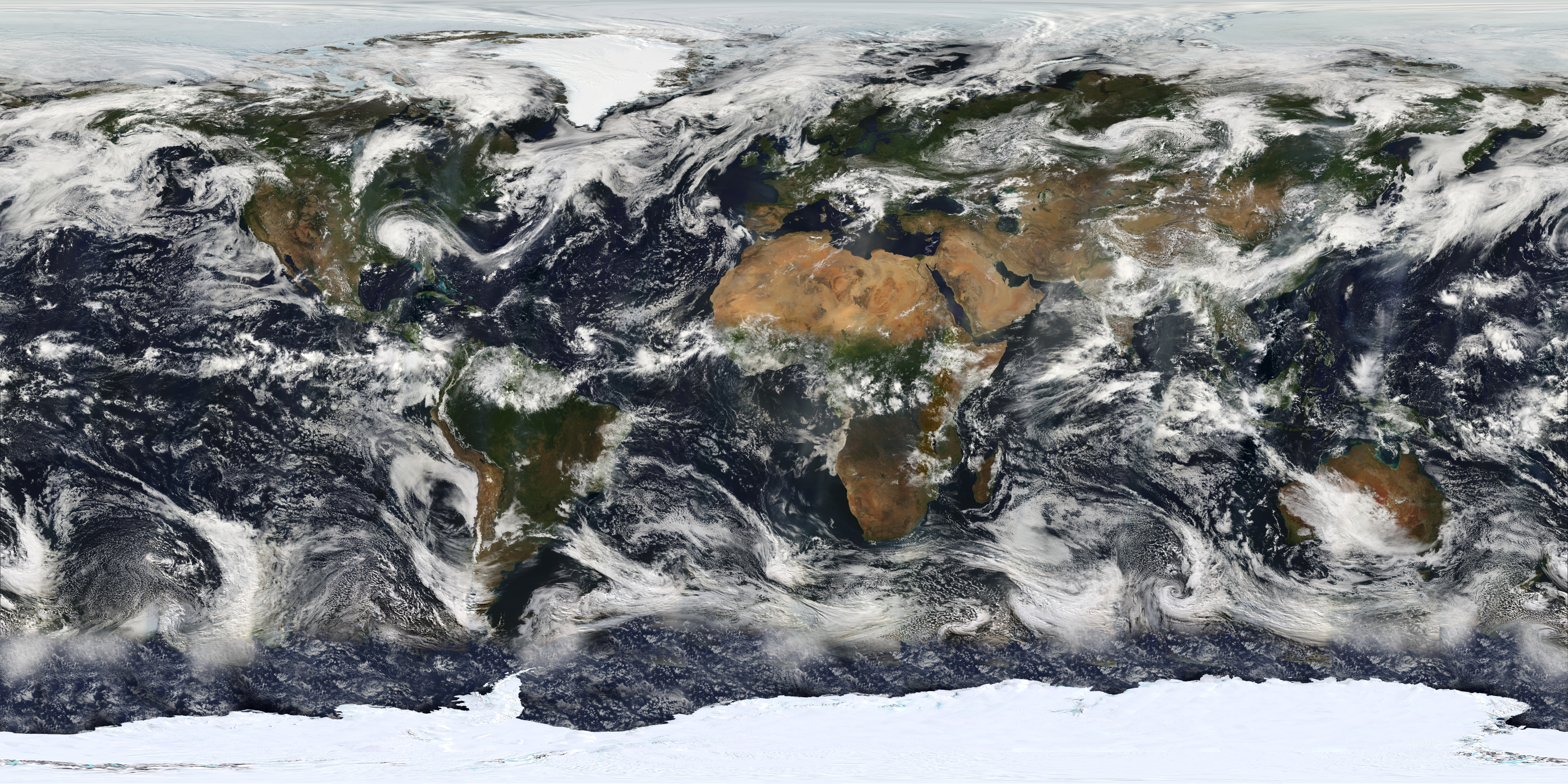
Imagem de satélite da nebulosidade sobre a Terra obtida usando o Moderate-Resolution Imaging Spectroradiometer da NASA

A Terra possui uma atmosfera, cuja pressão na superfície é, em média, de 101,325 kPa, com uma altura de escala de 8,5 km. É composta por 78% nitrogênio e 21% oxigênio, com traços de vapor de água, dióxido de carbono e outras moléculas gasosas. A altura da troposfera varia com a latitude variando entre os 8 km nos polos e os 17 km no equador, com alguma da variação resultante do tempo e de fatores sazonais. A atmosfera terrestre é composta por diferentes camadas: troposfera, estratosfera, mesosfera, termosfera e exosfera, organizadas em ordem crescente da distância à superfície terrestre.
A biosfera terrestre alterou significativamente a atmosfera da Terra desde sua formação. O surgimento da fotossíntese, há 2,7 bilhões de anos, permitiu a formação de uma atmosfera composta primariamente de oxigênio e nitrogênio. Esta mudança permitiu a proliferação de organismos aeróbicos, bem como a formação de uma camada de ozônio, que bloqueia a radiação ultravioleta, permitindo a vida sobre terra. Outras funções atmosféricas importantes para a vida na Terra são o transporte de vapor de água, o fornecimento de gases úteis, a proteção contra pequenos meteoros que se desintegram na atmosfera (visto que a maioria se desintegra devido ao intenso calor na entrada atmosférica antes de impactar a superfície terrestre), e a moderação da temperatura. Este último fenômeno é conhecido como o efeito estufa: pequenas quantidades de gases na atmosfera absorvem a energia térmica emitida pela superfície, aumentando assim a temperatura média do planeta. Dióxido de carbono, vapor de água, metano e ozônio são os principais gases do efeito estufa na atmosfera terrestre. Sem este efeito de retenção do calor, a temperatura média na superfície terrestre seria de −18 °C, e a vida provavelmente não existiria.

#### Tempo e clima

Furacão Felix em setembro de 2007

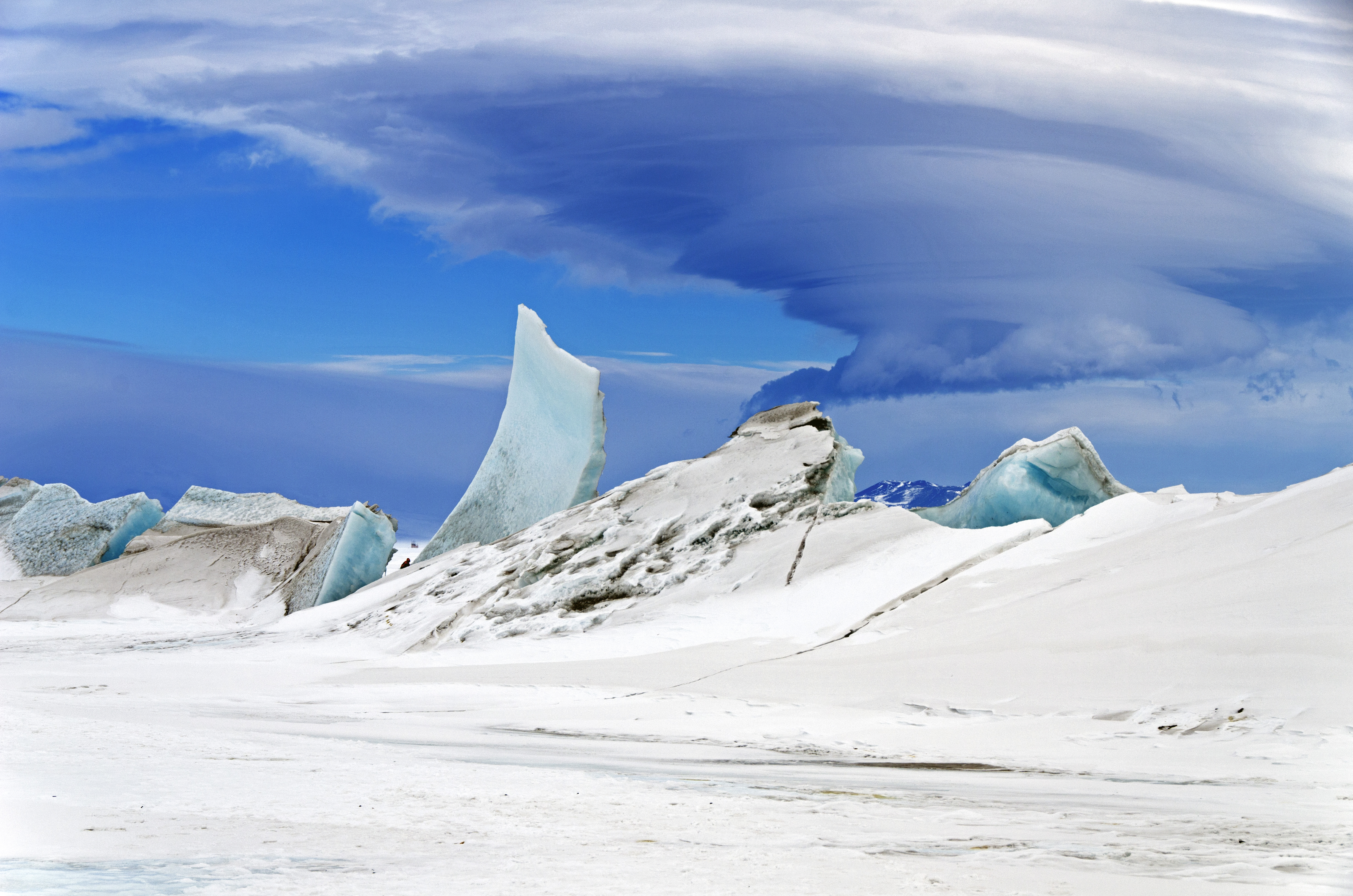
Nuvem lenticular na Antártica

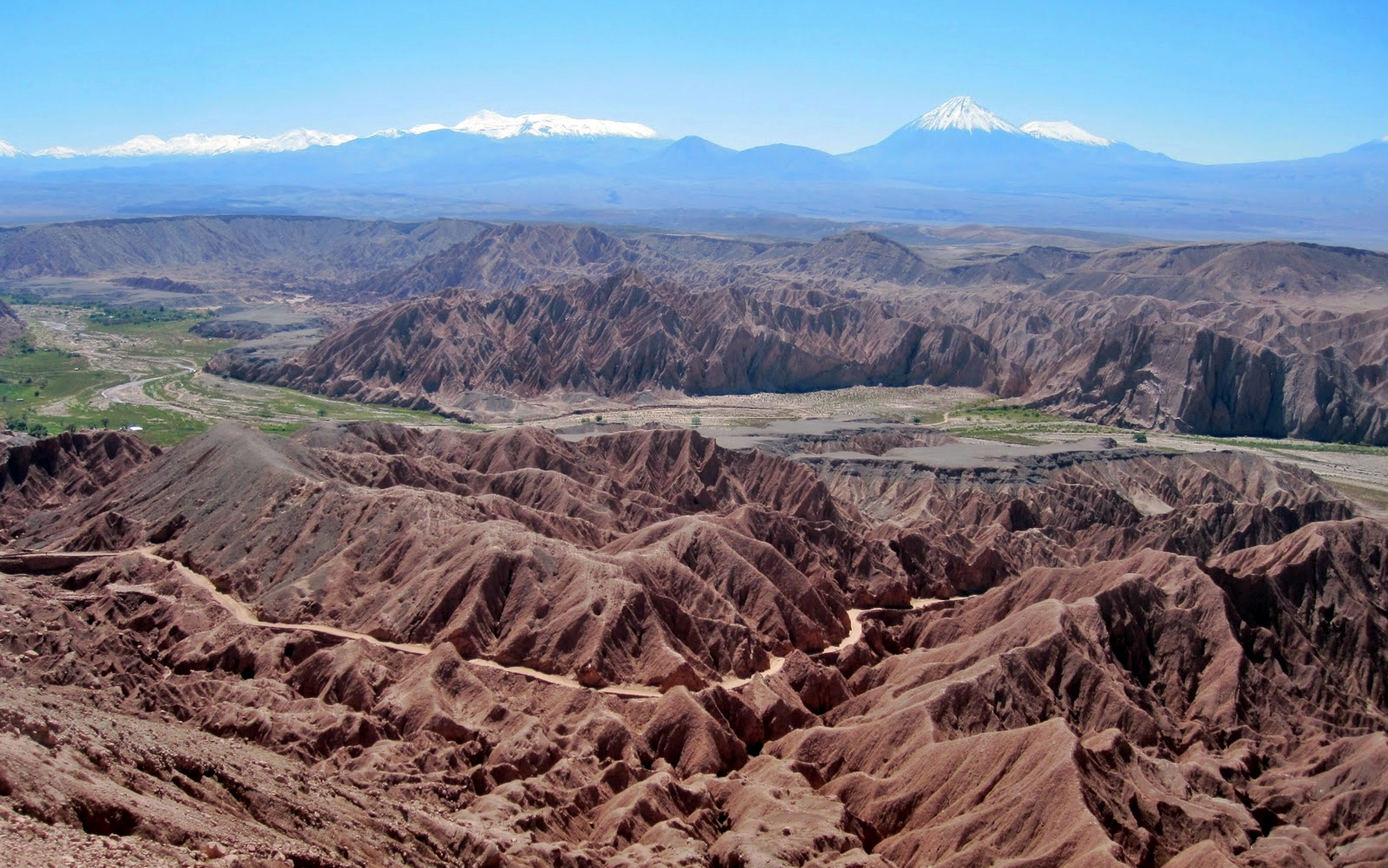
Valle de la Luna no Deserto de Atacama, Chile

Circulação Termoalina no planeta Terra

A atmosfera terrestre não possui um limite exterior, tornando-se cada vez mais rarefeita e desvanecendo-se no espaço exterior. Três quartos da massa da atmosfera terrestre estão contidos dentro dos primeiros 11 km acima da superfície. Esta camada mais baixa chama-se troposfera. A energia do Sol aquece esta camada, e a superfície abaixo, causando a expansão do ar. Este ar menos denso ascende e é substituído por ar mais frio e mais denso. O resultado é a circulação atmosférica, que gera o tempo e o clima no planeta, por meio da redistribuição da energia térmica.
As principais faixas de circulação atmosférica consistem nos ventos alísios na região equatorial até aos 30º de latitude e nos ventos do oeste nas latitudes entre 30° e 60°. As correntes oceânicas também são fatores importantes na determinação do clima, especialmente a circulação termoalina, que distribui a energia térmica dos oceanos equatoriais para as regiões polares.
O vapor de água gerado pela evaporação superficial é transportado pela circulação atmosférica. Quando as condições atmosféricas permitem a ascensão de ar quente e úmido, esta água condensa-se em nuvens, e volta à superfície na forma de precipitação. A maior parte desta água é então transportada para regiões mais baixas da superfície terrestre pelos rios, e usualmente regressa aos oceanos ou é depositada em lagos. Este ciclo da água, é um mecanismo vital para a manutenção da vida na Terra, e é um fator primário na erosão de formas da superfície terrestre ao longo de períodos geológicos. Os padrões de precipitação variam amplamente, variando desde vários metros de água por ano até menos de um milímetro. Esta variação é determinada pela circulação atmosférica, características topológicas e diferenças de temperatura.
A quantidade de energia solar que atinge a Terra diminui com o aumento da latitude. A latitudes mais altas a luz solar atinge a superfície com ângulos de incidência menores e tem de atravessar colunas mais espessas da atmosfera. Como resultado, a temperatura média anual do ar ao nível do mar diminui cerca de 0,4 °C por cada grau de latitude à medida que nos afastamos do equador.
A Terra pode ser subdividida em várias faixas latitudinais de clima aproximadamente homogêneo. Variando do equador para os polos, estes são os climas tropicais, subtropicais, temperados e polares. O clima também pode ser classificado com base na temperatura e precipitação, com as regiões climáticas caracterizadas por massas de ar relativamente uniformes. A classificação climática de Köppen, muito utilizada, inclui cinco grupos (tropical húmido, árido, húmido de latitude moderada, continental e polar frio), que estão divididos em subgrupos mais específicos.

#### Alta atmosfera

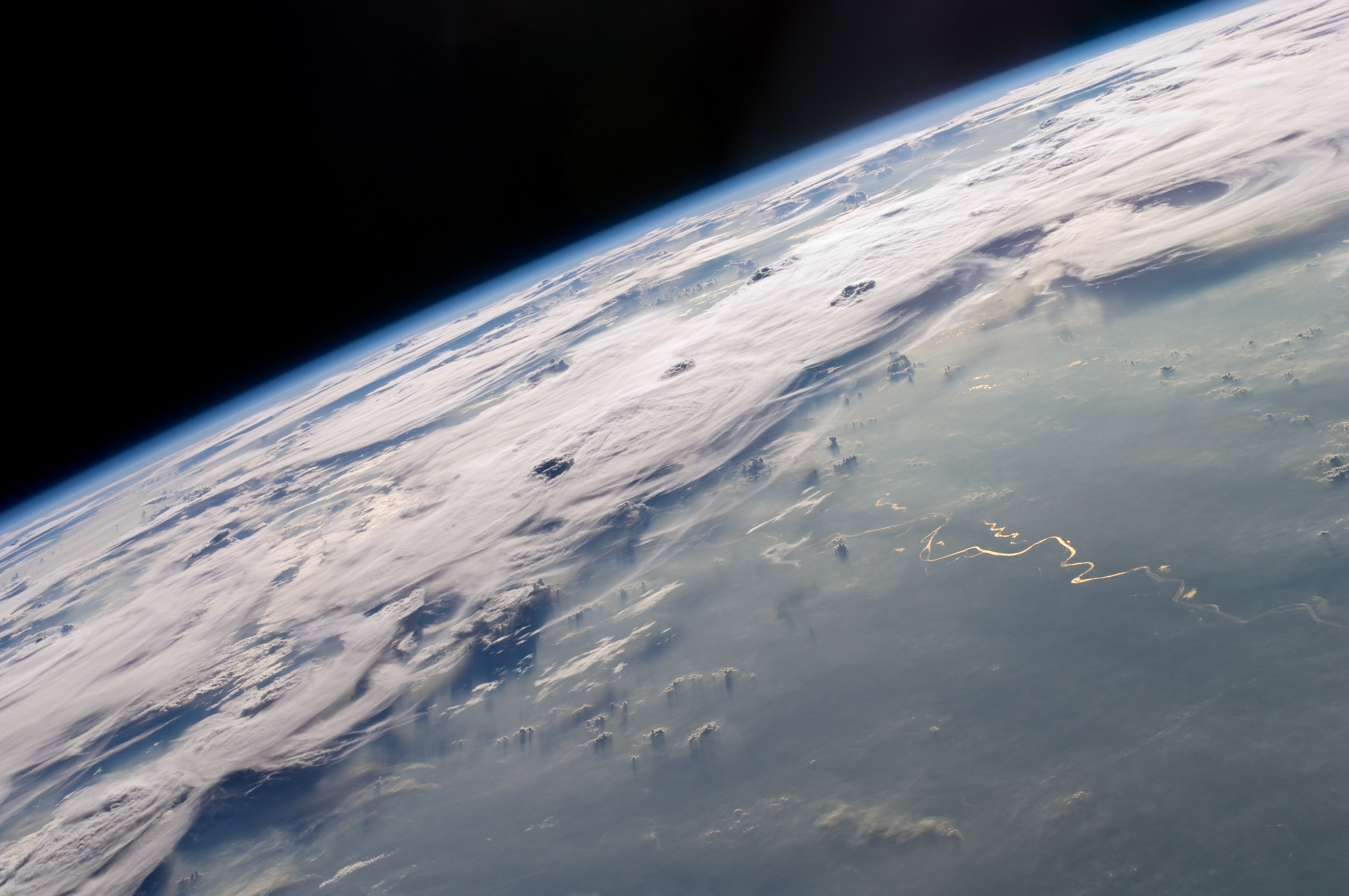
Fotografia da Região Norte do Brasil vista da Estação Espacial Internacional durante a Expedição 20. A vegetação da Amazônia, a maior floresta tropical da Terra, influencia fortemente o ciclo regional da água

Acima da troposfera, a atmosfera é geralmente dividida em estratosfera, mesosfera e termosfera. Cada uma destas camadas possui o seu próprio gradiente adiabático, definindo a taxa de variação da temperatura com a altitude. Para lá destas camadas, localiza-se a exosfera, que se desvanece na magnetosfera onde o campo magnético terrestre interage com o vento solar. Na estratosfera encontra-se a camada de ozônio, um componente que absorve uma parcela significativa da radiação ultravioleta solar e que é, por essa razão, importante para a vida na Terra. Não existe uma fronteira definida entre a atmosfera e o espaço, porém, a linha de Kármán, uma região 100 km acima da superfície terrestre, é utilizada como uma definição funcional de fronteira entre a atmosfera e o espaço.
A energia térmica faz com que algumas moléculas na orla exterior da atmosfera terrestre tenham a sua velocidade aumentada ao ponto de poderem escapar à gravidade terrestre. Isto resulta na perda gradual e constante da atmosfera para o espaço. O hidrogênio não fixado, devido à sua baixa massa molecular, pode atingir a velocidade de escape mais facilmente e por isso a taxa de perda de hidrogênio é maior do que a de outros gases. A perda de hidrogênio para o espaço contribui para que a Terra tenha passado de um estado inicialmente redutor para o seu estado oxidante atual. A fotossíntese forneceu uma fonte de oxigênio livre, mas acredita-se que a perda de agentes redutores como o hidrogênio foi um fator necessário para a acumulação em grande escala de oxigênio na atmosfera terrestre. Assim sendo, o escape de hidrogênio pode ter influenciado a natureza da vida que se desenvolveu no planeta. Na atual atmosfera rica em oxigênio, a maior parte do hidrogênio livre é convertida em água antes de ter a oportunidade de escapar. Ao invés disso, a principal causa da perda de hidrogênio na atmosfera é a decomposição do metano na alta atmosfera.

### Campo magnético

Diagrama da magnetosfera terrestre

O campo magnético terrestre possui aproximadamente o formato de um dipolo magnético, com os polos presentemente localizados próximos aos polos geográficos do planeta. No equador do campo magnético, a força do campo magnético à superfície do planeta é 3,05 × 10−5 T, com momento de dipolo magnético global de 7,91 × 1015 T m³. De acordo com a teoria do dínamo, o campo magnético terrestre é gerado no interior do núcleo exterior em fusão, onde o calor gera deslocamentos convectivos de materiais condutores, gerando correntes elétricas. Estas, por seu lado, produzem o campo magnético terrestre. Os deslocamentos convectivos no núcleo externo são caóticos; os polos magnéticos migram e o seu alinhamento muda periodicamente. Tal resulta em inversões geomagnéticas a intervalos irregulares, em média a cada milhão de anos. A inversão mais recente ocorreu há aproximadamente 700 mil anos.
O campo magnético forma a magnetosfera terrestre, que desvia as partículas do vento solar. A orla de sotavento do choque em arco está localizada a cerca de 13 raios terrestres. A colisão do campo magnético com o vento solar forma os cinturões de Van Allen, um par de regiões de partículas carregadas concêntricas e em forma de toro. Quando o plasma do vento solar entra na atmosfera terrestre nos polos magnéticos é criada uma aurora polar.

## Rotação e translação

### Rotação

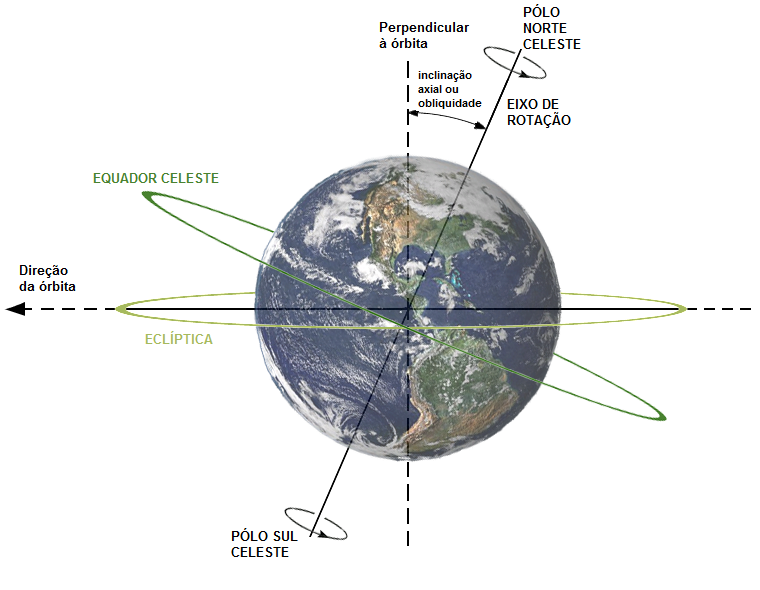
A inclinação axial terrestre e sua relação com o eixo de rotação e o plano orbital

O período de rotação da Terra relativamente ao Sol (um dia solar) é de 86 400 segundos de tempo solar (86 400,0025 segundos SI). Como o dia solar da Terra é atualmente um pouco mais longo do que era durante o século XIX, devido à aceleração de maré, cada dia é entre 0 e 2 ms mais longo.
O período de rotação da Terra relativamente às estrelas fixas, o chamado dia estelar de acordo com o Serviço Internacional da Rotação da Terra (SIRT), é de 86 164,098903691 segundos de tempo solar médio (UT1), ou 23 horas, 56 minutos, 4,098903691 segundos. O período de rotação da Terra relativamente à precessão dos equinócios, o chamado dia sideral, é de 86 164,09053083288 segundos de tempo solar médio, ou 23 horas, 56 minutos, 4,09053083288 segundos. Portanto, o dia sideral é menor do que o dia estelar em cerca de 8,4 milissegundos. A duração do dia solar médio em segundos SI está disponível no SIRT para os períodos 1623–2005 e 1962–2005.
Excluindo meteoros no interior da atmosfera terrestre e satélites em órbita baixa, o movimento aparente dos corpos celestes no céu terrestre faz-se para oeste, à razão de 15°/h = 15'/min. Para corpos próximos do equador celeste isto é equivalente ao diâmetro aparente do Sol ou da Lua a cada dois minutos, uma vez que os tamanhos aparentes do Sol e da Lua são idênticos quando observados desde a superfície do planeta.
Em 1679, numa troca de cartas com Robert Hooke, Isaac Newton propôs uma experiência para saber se a Terra girava ao redor dela mesma: Através da simples observação da queda de um corpo, verificar se havia um deslocamento no sentido da suposta rotação. Mas como o efeito era muito difícil de se detectar, Newton utilizou a ideia de se observar um enorme número de quedas, o que marcou um dos primeiros usos das probabilidades para tornar-se um efeito muito pequeno detectável. Hooke realizou a experiência e o resultado foi positivo, tendo sido a primeira demonstração do movimento de rotação da Terra.

### Órbita

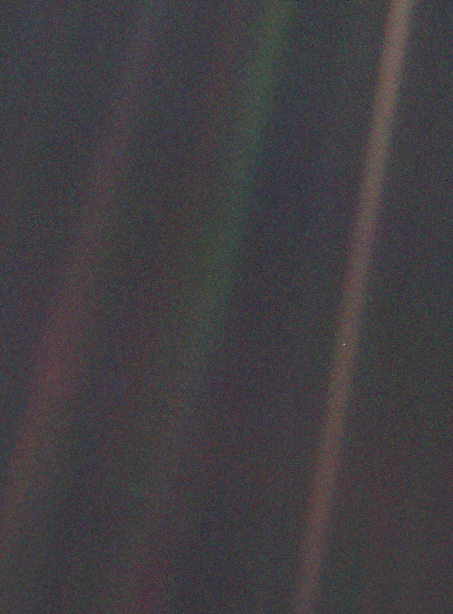
Fotografia Pálido Ponto Azul tirada pela Voyager 1

A Terra orbita o Sol a uma distância média de cerca de 150 milhões de quilômetros, a cada 365,2564 dias solares médios, ou um ano sideral. A partir da Terra, isto dá ao Sol um movimento aparente em direção a leste, relativamente às estrelas, a uma taxa de 1°/dia, ou um diâmetro aparente do Sol ou da Lua a cada 12 horas. Por causa deste movimento, a Terra leva em média 24 horas - um dia solar - a completar uma rotação completa em torno do seu eixo até o Sol retornar ao meridiano. A velocidade orbital média da Terra é de 29,8 km/s (107 000 km/h), rápido o suficiente para percorrer o diâmetro do planeta (aproximadamente 12 600 km) em sete minutos, e a distância entre a Terra e a Lua (384 000 km) em quatro horas.
A Lua gira com a Terra em torno de um baricentro comum, a cada 27,32 dias, relativamente às estrelas de fundo. Quando combinado com a revolução comum do sistema Terra-Lua em torno do Sol, o período do mês sinódico, de uma lua nova à seguinte, é de 29,53 dias. Vistos do polo norte celeste, o movimento da Terra, da Lua, e suas rotações axiais, são todos anti-horários. Quando a Terra e o Sol são vistos do espaço, desde uma posição acima dos polos norte dos dois corpos celestes, a direção aparente da translação terrestre em torno do Sol é anti-horária. Os planos orbitais e axiais não estão precisamente alinhados: a Terra apresenta uma inclinação axial de 23,5 graus, a contar da perpendicular ao plano Terra-Sol, e o plano Terra-Lua tem uma inclinação de 5 graus em relação ao plano Terra-Sol. Na ausência desta inclinação, ocorreriam eclipses a cada duas semanas, alternando entre eclipses lunares e solares.
O raio da esfera de Hill, ou esfera de influência gravitacional, da Terra é de 1,5 Gm (1 500 000 km). Esta é a distância máxima dentro do qual a influência da gravidade da Terra é maior do que a influência da gravidade do Sol e dos outros planetas. Objetos orbitando a Terra precisam ficar dentro desta esfera, ou poderão ser libertados pela perturbação gravitacional do Sol.

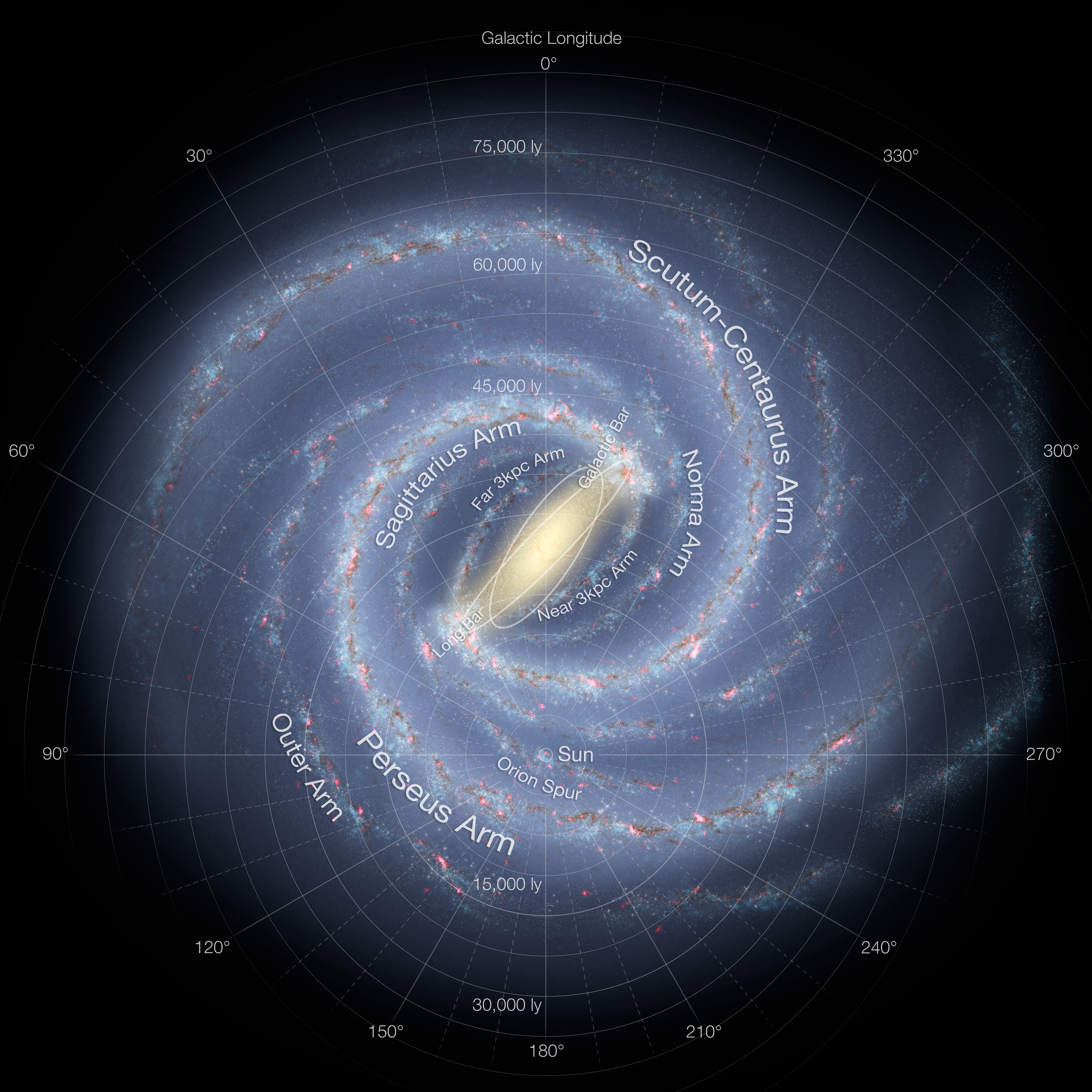
Ilustração da Via Láctea, mostrando a localização do Sol

A Terra, em conjunto com o Sistema Solar, está localizada dentro da galáxia Via Láctea, orbitando a cerca de 28 000 anos-luz do centro da galáxia. Presentemente, o Sistema Solar está localizado 20 anos-luz acima do plano equatorial da galáxia, no Braço de Órion.

### Inclinação axial
Por causa da inclinação axial da Terra, a quantidade de luz solar recebida por um ponto qualquer na superfície terrestre varia ao longo do ano. Isto resulta na variação sazonal do clima, com os verões no hemisfério norte a ocorrerem quando o polo está voltado para o Sol, e o inverno ocorrendo quando o polo está voltado para a direção oposta à do Sol. No hemisfério sul, a situação é invertida, visto que o polo sul está orientado na direção oposta do polo norte. Durante o verão, os dias são mais longos, e o Sol sobe mais alto no céu. Durante o inverno, o clima torna-se no geral mais frio, e os dias mais curtos. As diferenças sazonais aumentam à medida que se viaja em direção aos polos, sendo um caso extremo o que ocorre acima do Círculo Polar Ártico e abaixo do Círculo Polar Antártico, durante uma parte do ano em que tais regiões não recebem luz solar - uma noite polar.

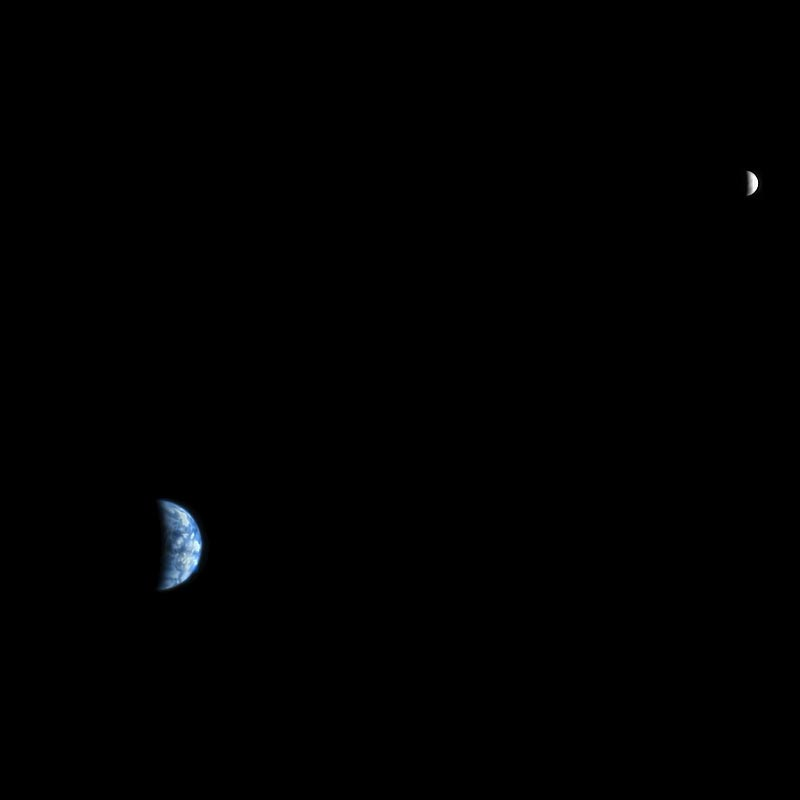
A Terra e a Lua vistas de Marte pelo Mars Reconnaissance Orbiter. Do espaço, a Terra pode ser vista a passar por fases similares às da Lua

Por convenção astronômica, as quatro estações do ano são determinadas pelos solstícios - os pontos de maior inclinação axial na órbita terrestre - e os equinócios, quando a direção da inclinação axial e a direção ao Sol são perpendiculares. O solstício de inverno ocorre em 21 de dezembro, o solstício de verão em 21 de junho, o equinócio de primavera em 20 de março, e o equinócio de outono em 23 de setembro.
O ângulo da inclinação axial da Terra é relativamente estável durante longos períodos de tempo. Porém, está inclinação sofre nutação - um movimento ligeiro e irregular, com um período principal de 18,6 anos. A orientação do ângulo também muda com o tempo, completando uma precessão circular a cada 25 800 anos; está precessão é a causa da diferença entre um ano sideral e um ano tropical. Ambos os movimentos são causados pela atração gravitacional variável do Sol e da Terra sobre a saliência equatorial do planeta. Na perspectiva da Terra, os polos terrestres também migram alguns metros por ano ao longo da superfície do planeta. Este movimento polar possui vários componentes cíclicos, que são chamados coletivamente movimento quasi-periódico. Além do componente anual deste movimento, existe um ciclo de 14 meses, chamado de bamboleio de Chandler. A velocidade de rotação da Terra também varia, em um fenômeno chamado de variação da duração do dia.
Em tempos modernos, o periélio da Terra ocorre em 3 de janeiro, e o afélio em torno de 4 de julho. Porém, estas datas variam ao longo do tempo, devido à precessão e outros fatores orbitais que seguem padrões cíclicos conhecidos como ciclos de Milankovitch. A distância variável entre a Terra e o Sol resulta em um aumento de 6,9% na energia solar que alcança a Terra no periélio, relativamente ao afélio. Visto que o hemisfério sul da Terra está inclinado em direção ao Sol aproximadamente no mesmo período do periélio, a quantidade de energia solar recebida pelo hemisfério sul é ligeiramente maior do que a recebida pelo hemisfério norte, ao longo de um ano. Porém, este efeito é muito menos significativo do que a variação total da energia devida à inclinação axial, e a maior parte deste excesso é absorvida pela maior proporção de água existente no hemisfério sul.

## Lua

Imagem da Lua passando na frente da Terra a partir da perspectiva da sonda Deep Space Climate Observatory

A Lua é um satélite natural, relativamente grande e similar a um planeta telúrico com diâmetro cerca de um quarto daquele da Terra. É o maior satélite do Sistema Solar, relativamente ao tamanho de seu planeta, embora Caronte possua um maior tamanho relativo, em comparação ao planeta anão que orbita, Plutão. Os satélites naturais orbitando outros planetas são chamados de "luas", em referência à Lua da Terra.
A atração gravitacional entre a Terra e a Lua causa as marés na Terra. Este mesmo efeito na Lua conduziu ao seu chamado acoplamento de maré: os períodos de rotação e de translação da Lua à volta da Terra são iguais. Como resultado, apresenta-se sempre com o mesmo lado quando vista da Terra. À medida que a Lua orbita a Terra, diferentes partes da Lua são iluminadas pelo Sol, criando as fases lunares; a parte escura da Lua é separada da parte visível pelo terminador.
Devido à interação das suas marés, a Lua afasta-se da Terra à razão de 38 milímetros por ano. Ao longo de milhões de anos, estas pequenas modificações - e o aumento da duração de um dia terrestre em cerca de 23 microssegundos por ano - resultam em alterações significativas. Durante o período Devoniano, por exemplo, (há cerca de 410 milhões de anos) um ano terrestre tinha 400 dias (com cada dia a durar ligeiramente menos que 22 horas).
A Lua pode ter afetado dramaticamente o desenvolvimento da vida ao moderar o clima do planeta. Evidências paleontológicas e simulações de computador mostram que a inclinação axial do planeta é estabilizada pelas interações de maré com a Lua.

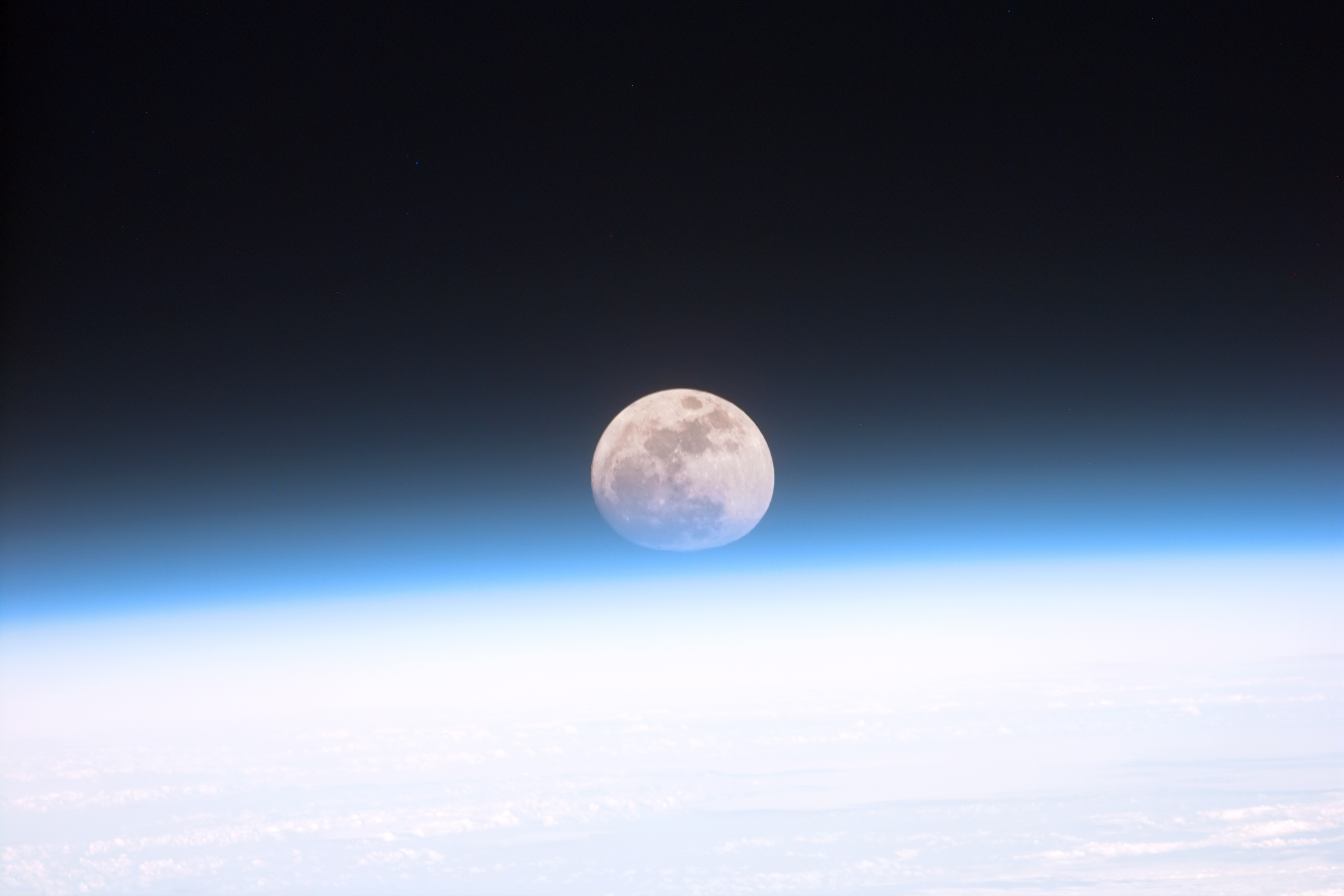
Vista da Lua parcialmente encoberta pela atmosfera terrestre

Alguns teóricos acreditam que sem esta estabilização contra os torques exercidos pelo Sol e planetas sobre a saliência equatorial da Terra (consequência do seu achatamento nos polos), o eixo de rotação desta última poderia ser caoticamente instável, com mudanças caóticas ao longo de milhões de anos, como aparenta ser o caso de Marte.
A Lua está localizada a uma distância da Terra a qual permite que, quando vista desta última, tenha um diâmetro aparente aproximadamente igual ao do Sol. O diâmetro angular destes dois corpos é bastante similar, pois apesar de possuir um diâmetro real cerca de 400 vezes maior do que a Lua, o Sol também está situado a uma distância 400 vezes maior que aquela entre a Terra e a Lua.
A teoria mais aceita sobre a origem da Lua, a hipótese do grande impacto, argumenta que a Lua se formou após a colisão entre a Terra e um protoplaneta com o tamanho de Marte chamado Theia. Esta hipótese explica (entre outras coisas) a menor abundância relativa de ferro e elementos voláteis na Lua, e o fato de a sua composição ser bastante similar à da crosta terrestre.

## Asteroides e satélites artificiais

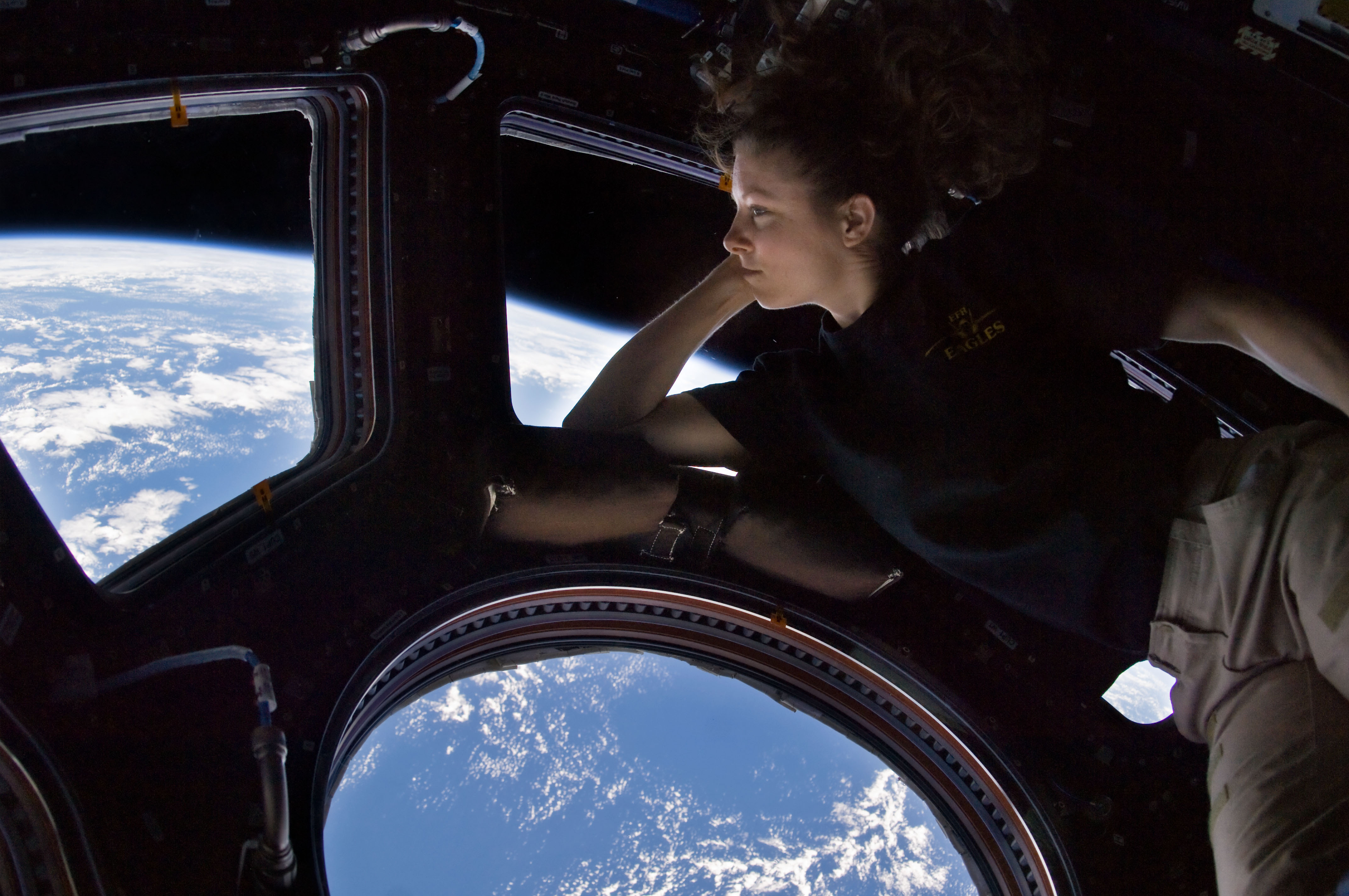
Tracy Caldwell Dyson observa a Terra a partir da Estação Espacial Internacional

A Terra possui ao menos cinco quasi-satélites, incluindo 3753 Cruithne e 2002 AA29.
Em 27 de junho de 2011, astrônomos reportaram um asteroide troiano acompanhando a Terra, compartilhando a órbita da Terra ao redor do Sol, estando no ponto triangular de Lagrange L4.
Até 2011, existiam 931 satélites artificiais fabricados pelo homem em operação orbitando a Terra. Tratando-se de satélites inoperantes e destroços de naves espaciais, estima-se haver mais de 300 000 peças em órbita constituindo o lixo espacial. O maior satélite artificial da Terra é a Estação Espacial Internacional, onde residem atualmente seis astronautas de diversas nacionalidades.

## Habitabilidade

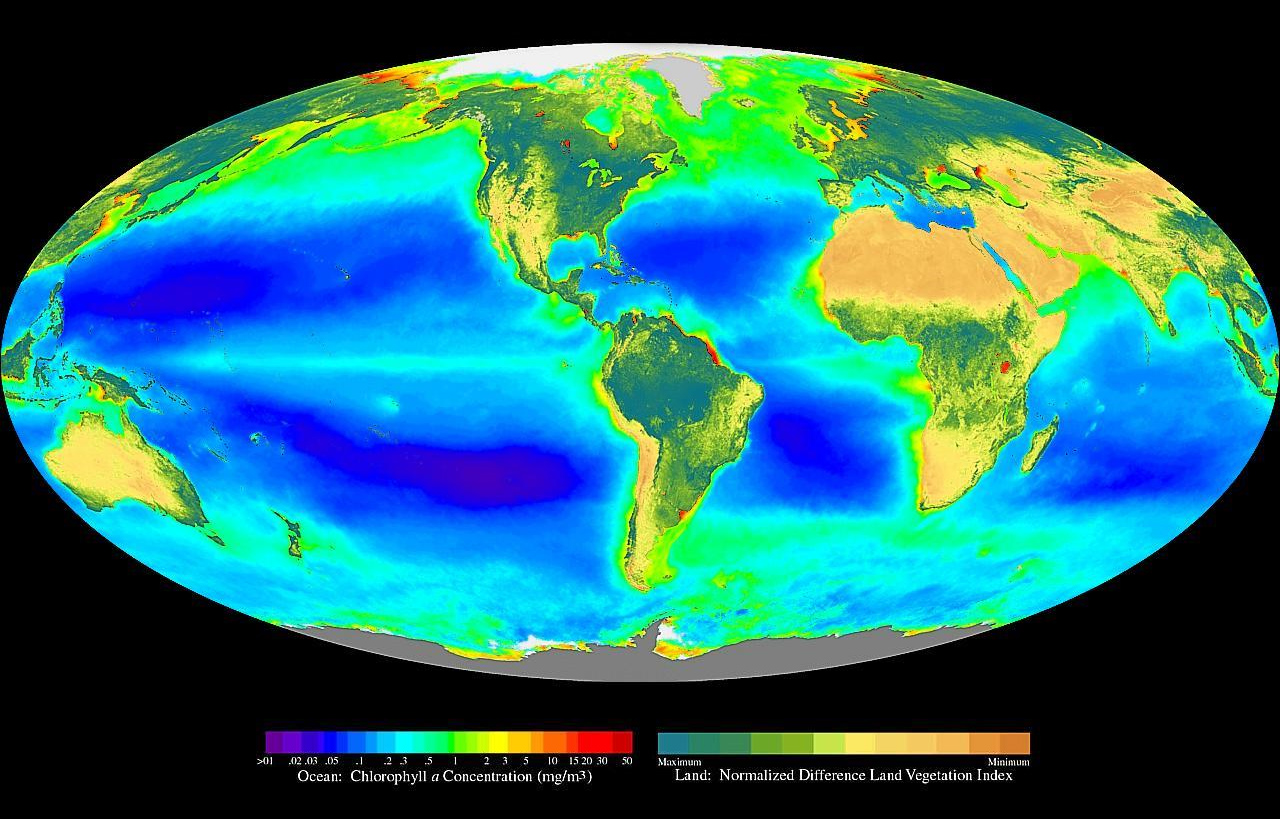
Composição em falsa cor da abundância fotoautotrófica oceânica e terrestre global, de setembro de 1997 a agosto de 2000

Um planeta habitável é aquele que pode sustentar vida, mesmo que esta não se tenha originado nesse planeta. A Terra fornece as condições atualmente entendidas como necessárias, que são água no estado líquido, um ambiente onde moléculas orgânicas complexas se podem formar, e energia suficiente para sustentar o metabolismo. A distância entre a Terra e o Sol, bem como sua excentricidade orbital, taxa de rotação, inclinação axial, história geológica, sua atmosfera e seu campo magnético protetor, todos contribuem para produzir e manter as condições que se creem necessárias ao aparecimento e manutenção da vida no planeta.

### Biosfera
A Terra é o único local onde se sabe existir vida. O conjunto das formas de vida do planeta é por vezes designado "biosfera". A biosfera provavelmente começou a evoluir há 3,5 bilhões de anos. Divide-se em biomas, habitados por fauna e flora similares nos seus traços gerais. Nas áreas continentais os biomas são separados primariamente pela latitude, altitude e umidade. Os biomas localizados no interior dos Círculos Polares Ártico ou Antártico, a grande altitude e em regiões extremamente áridas, são pobres em plantas e animais; a biodiversidade é maior nas terras baixas e úmidas da região equatorial.

### Recursos naturais e uso da terra

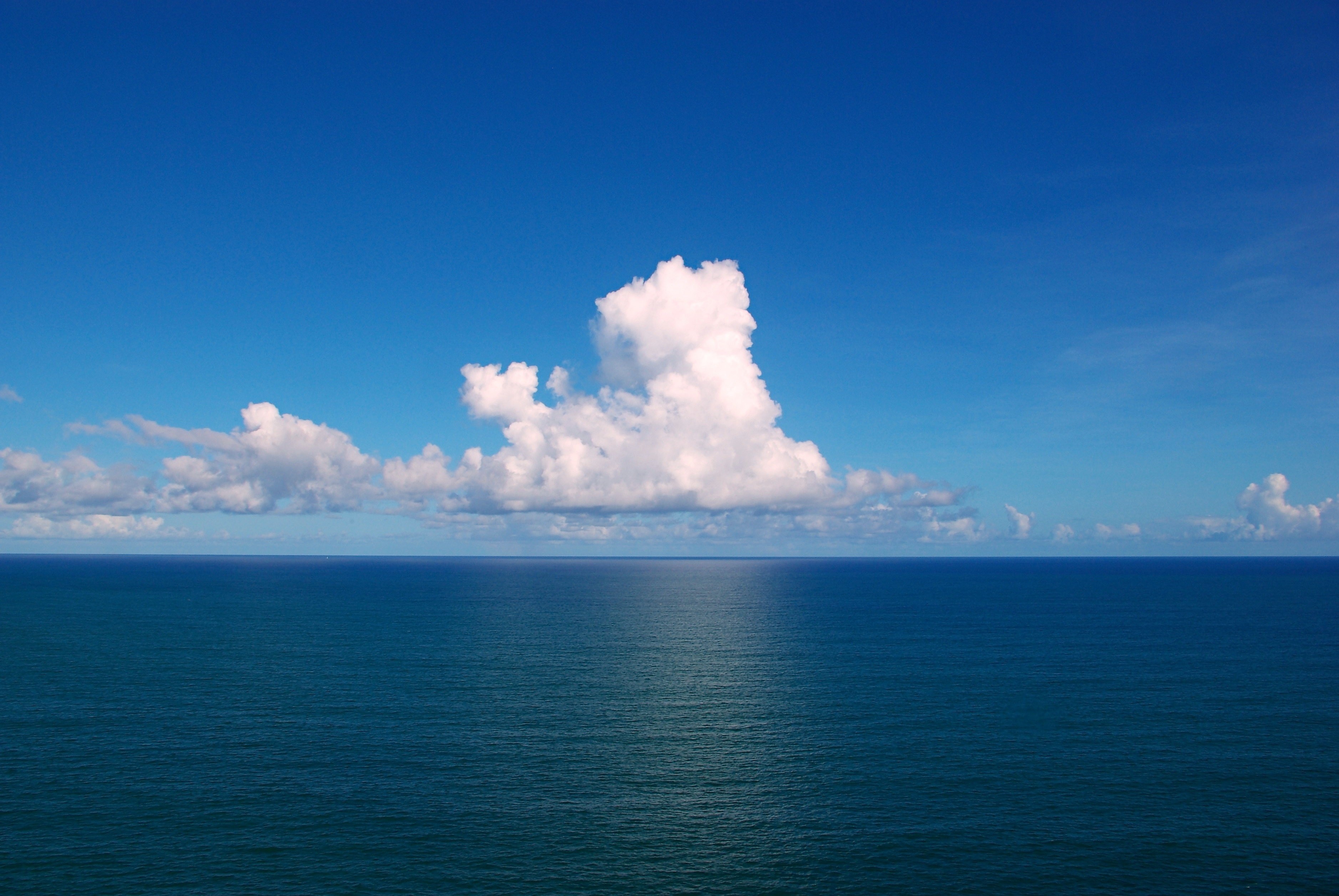
Componente vital da biosfera, o mar contém 97,2% de toda a água presente na Terra

A Terra fornece recursos que são exploráveis pela espécie humana para fins úteis. Alguns destes recursos são não renováveis, como os combustíveis fósseis, recursos difíceis de serem repostos em um período curto de tempo.
Grandes depósitos de combustíveis fósseis existem na crosta terrestre, consistindo em carvão, petróleo, gás natural e clatrato de metano. Estes depósitos são utilizados pela humanidade seja para produção de energia, seja como matérias-primas para a indústria química. Depósitos minerais também se formaram na crosta terrestre, por meio de processos de formação de depósitos minerais, resultantes da erosão e da tectônica de placas. Estes depósitos constituem fontes concentradas de vários metais e de elementos químicos úteis.
A biosfera terrestre produz vários produtos biológicos úteis para a humanidade, incluindo (mas de longe não limitados a), comida, madeira, produtos farmacêuticos, oxigênio, e reciclagem de vários lixos orgânicos. O ecossistema terrestre depende da existência de solo e de água doce, e o ecossistema oceânico depende de nutrientes dissolvidos arrastados das regiões continentais do planeta.
O uso das áreas terrestres pela humanidade, em 1993, era:
| Uso da terra | Terra arável | Culturas permanentes | Pastagens permanentes | Florestas e bosques | Áreas urbanas | Outros |
| Percentagem  | 13,13%       | 4,71%                | 26%                   | 32%                 | 1,5%          | 30%    |

A área estimada de terra irrigada em 1993 era de 2 481 250 km².

### Perigos naturais e ambientais

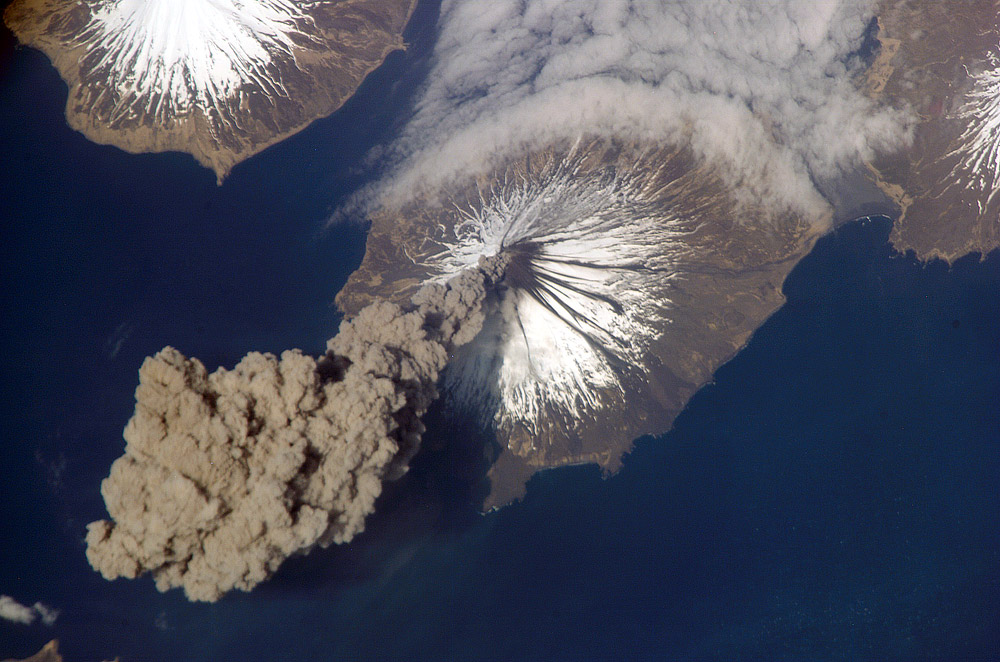
Erupção do vulcão do Monte Cleveland, nas Ilhas Aleutas, Alasca, Estados Unidos

Vastas áreas do planeta estão sujeitas a condições climáticas extremas, tais como ciclones, furacões ou tufões, que dominam a vida nestas áreas. Muitos locais estão sujeitos a sismos, tsunamis, erupções vulcânicas, tornados, dolinas, tempestades de neve, inundações, secas prolongadas, e outras calamidades e desastres naturais.
Muitas áreas localizadas estão sujeitas à poluição de origem humana do ar e da água, chuva ácida e substâncias tóxicas, perda de vegetação (sobrepastoreio, desflorestação, desertificação), perda da vida selvagem, extinção de espécies, degradação do solo, esgotamento do solo, erosão, e introdução de espécies invasoras.
Segundo as Nações Unidas, existe um consenso científico que liga as atividades humanas ao aquecimento global devido às emissões industriais de dióxido de carbono. Prevê-se que este aquecimento global produza mudanças tais como o derretimento das geleiras e dos mantos de gelo, variações de temperatura mais extremas, mudanças significativas nas condições do tempo, e uma subida do nível médio do mar.

### Geografia humana

Os sete continentes da Terra:
América do Norte
América do Sul
Antártica
Europa
África
Ásia
Oceania

A cartografia, ou o estudo e prática da elaboração de mapas, e indiretamente a geografia, têm sido ao longo da história disciplinas dedicadas à representação da Terra. A topografia, ou a determinação de localizações e distâncias, e em menor grau a navegação, ou a determinação da posição e direção, desenvolveram-se lado a lado com a cartografia e a geografia, fornecendo e quantificando adequadamente a informação necessária.
Os humanos continuaram a se expandir, com uma população global de mais de 8 bilhões em novembro de 2022. As projeções indicam que a população mundial atingirá os 9,2 bilhões em 2050. A maior parte do crescimento deverá ocorrer nos países em desenvolvimento. A densidade populacional humana varia amplamente pelo mundo, mas a maioria vive na Ásia. Crê-se que em 2020, 60% da população viva em áreas urbanas.
Estima-se que apenas um oitavo da superfície da Terra seja adequada para os humanos habitarem - três quartos estão cobertos por oceanos, e metade da área de terra ou é deserto (14%), alta montanha (27%), ou outro terreno menos adequado. O assentamento humano situado mais a norte é Alert, na ilha de Ellesmere em Nunavut, Canadá. (82°28′N) O assentamento humano situado mais a sul é a Estação Polo Sul Amundsen-Scott, na Antártica, no Polo Sul geográfico.

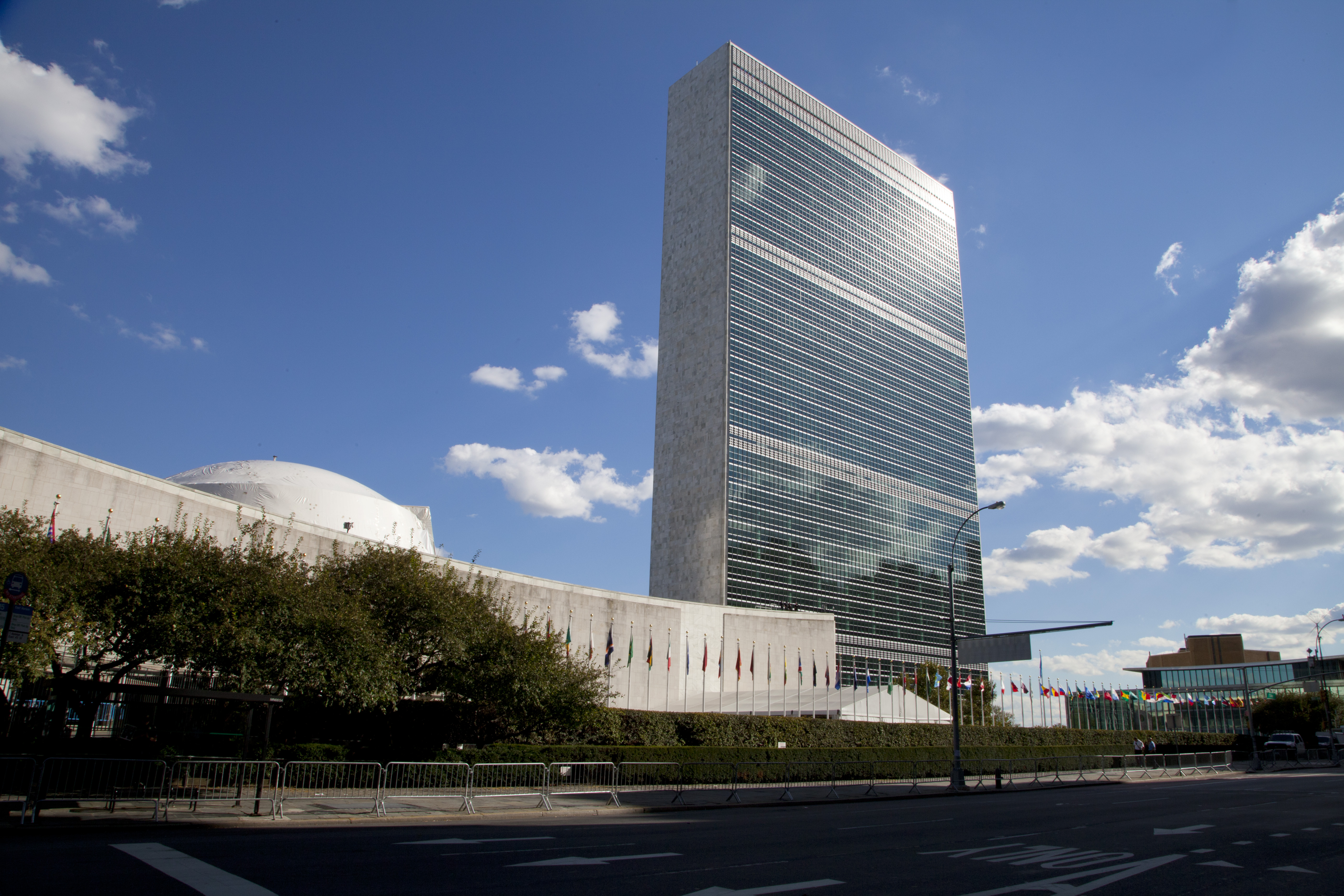
Sede da Organização das Nações Unidas (ONU)

Nações soberanas independentes reclamam para si a totalidade da superfície terrestre, excetuando-se algumas partes da Antártica e a ímpar área não reclamada de Bir Tawil entre o Egito e o Sudão. Em 2011 existem 203 estados soberanos, incluindo os 192 estados-membros das Nações Unidas. Além destes, existem 59 territórios dependentes, e várias áreas autônomas ou disputadas e outras entidades. Historicamente, a Terra nunca teve um governo soberano com autoridade sobre a totalidade do mundo, embora vários estados-nação tenham, sem sucesso, aspirado à dominação mundial.
A Organização das Nações Unidas é uma organização intergovernamental que foi criada com o objetivo de intervir em disputas entre nações, de maneira a evitar conflitos armados. Não é, contudo, um governo mundial. Serve primeiramente como um fórum da diplomacia e lei internacionais. Quando o consenso entre os membros o permite, constitui um mecanismo de intervenção armada.
O primeiro humano a orbitar a Terra foi Iuri Gagarin em 12 de abril de 1961. Ao todo, e até 2004, cerca de 400 pessoas visitaram o espaço exterior e entraram em órbita à volta da Terra, e destas, doze caminharam sobre a Lua. Normalmente os únicos humanos no espaço são os que se encontram na Estação Espacial Internacional. A tripulação da estação, atualmente constituída por seis pessoas, é geralmente substituída de seis em seis meses. A distância maior desde a Terra que os humanos percorreram foi de 400 171 km, durante a missão Apollo 13 em 1970.

## A Terra na cultura

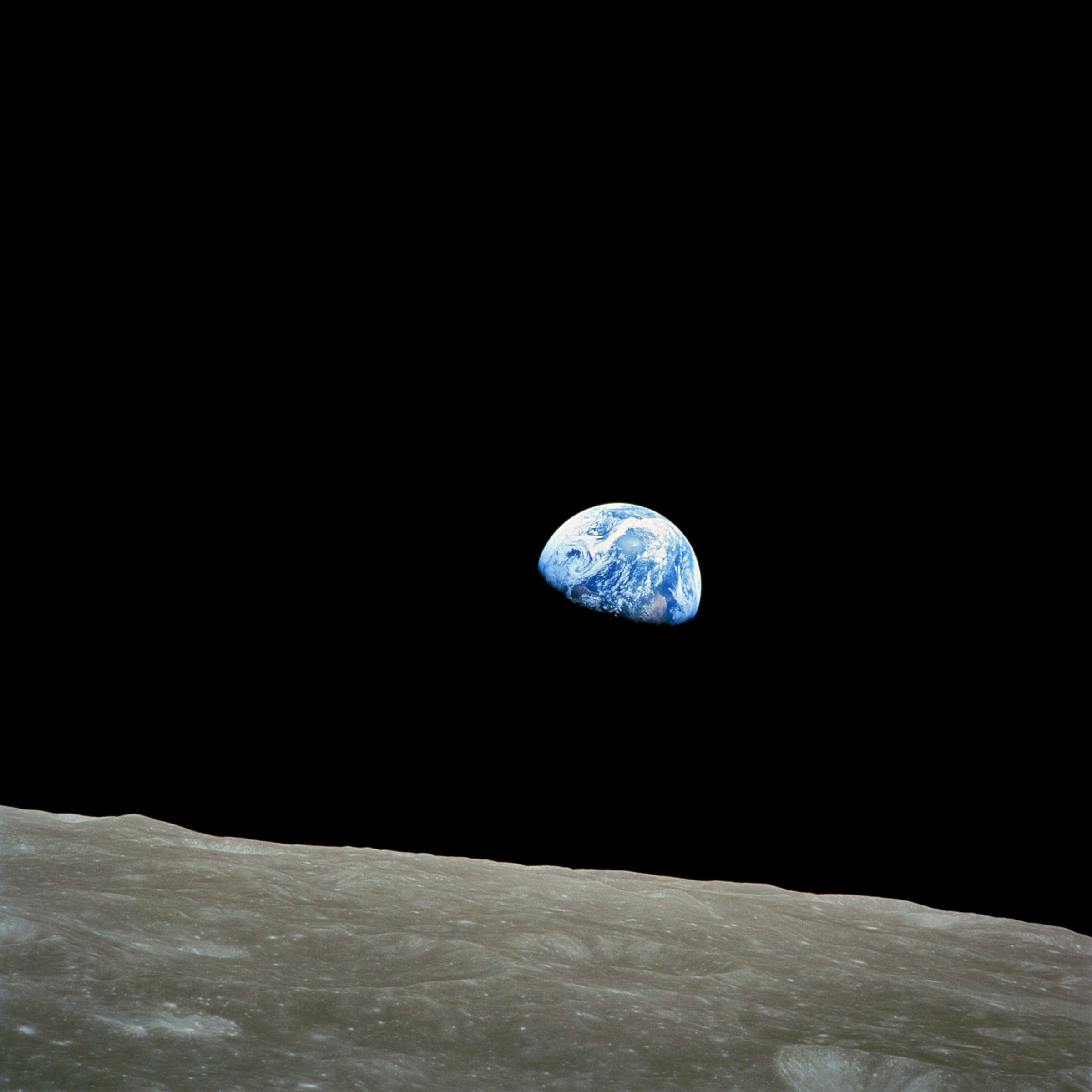
A primeira foto de um nascer da Terra feita manualmente durante a Apollo 8 a partir da Lua

O nome Terra não tem origem no nome de um deus grego ou romano, como é o caso dos restantes planetas. A palavra deriva do latim terra, que significa solo, região, país. O símbolo astronômico da Terra é uma cruz envolvida por um círculo.
Ao contrário dos restantes planetas do Sistema Solar, a humanidade começou a ver a Terra como um objeto móvel em órbita à volta do Sol apenas no século XVI. A Terra foi personificada em várias culturas como uma deidade, em particular, como uma deusa. Em várias culturas, a deusa-mãe, também chamada de Terra Mãe, é uma deidade da fertilidade. Mitos de criação de várias religiões incluem histórias envolvendo a criação da Terra por uma ou mais deidades sobrenaturais. Uma variedade de grupos religiosos, muitas vezes associados com ramos fundamentalistas do protestantismo e do islão, argumentam que suas interpretações destes mitos de criação em textos sagrados são literalmente verdadeiras e deveriam ser consideradas paralelamente ou substituir os argumentos científicos sobre a criação da Terra e a origem e desenvolvimento da vida. A comunidade científica, bem como outros grupos religiosos, opõem-se a estes argumentos. Um exemplo proeminente é a controvérsia entre criacionismo e evolução.
No passado, existiram graus variáveis de crença na hipótese da Terra plana, mas tal ideia foi substituída pelo conceito da Terra esférica devido à observação e circum-navegação da Terra. A perspectiva humana da Terra mudou desde o advento das viagens espaciais, e a biosfera é atualmente vista desde uma perspectiva global e integrada. Um exemplo é o crescimento do movimento ambiental, que se preocupa com as consequências das atividades humanas no planeta.